# Algemene Begraafplaats Tongerseweg
De Algemene Begraafplaats Tongerseweg is een historische begraafplaats in de Nederlandse stad Maastricht. De begraafplaats is gelegen aan de Tongerseweg (oude hoofdingang) en de Javastraat (nieuwe hoofdingang) in de buurt Daalhof (Maastricht-West) en grenst aan de buurten Campagne, Mariaberg en Belfort. Het poortgebouw aan de Tongerseweg, de ommuring met twee andere poorten, de kerkhofkapel, alsmede een achttal grafmonumenten hebben de status van rijksmonument.

## Geschiedenis
De geschiedenis van de begraafplaats gaat terug tot de Franse tijd in Maastricht (1795-1814), toen het verbod om in kerken te begraven werd ingevoerd. In 1805 besloot de Franse prefect tot oprichting van een nieuwe algemene begraafplaats, bedoeld voor alle gezindten: rooms-katholieken, protestanten en joden. In 1809 kocht de gemeente Maastricht een terrein van 1 hectare langs de nieuwe steenweg naar Tongeren met de bedoeling er een begraafplaats aan te leggen. In december 1811 had stadsarchitect Jean François Soiron het plan van aanleg gereed. Uiteindelijk werd slechts een halve hectare daadwerkelijk ingericht. Het Joodse gedeelte werd gesitueerd aan de oostzijde en kreeg een eigen ommuring en toegangspoort. Op 27 januari 1812 werd de begraafplaats ingewijd.
In de loop van de geschiedenis werd het ontwerp van Soiron steeds verder uitgebreid; in 1857 naar een ontwerp van stadsarchitect J.G. van den Bergh (die er ook begraven is), in 1910 naar ontwerp van de Leuvense landschapsarchitect Liévin Rosseels en in 1956 volgde een uitbreiding naar ontwerp van, eveneens stadsarchitect, Frans Dingemans. Bij deze laatste uitbreiding verviel de oude Trichterbaan. Piet Satijn ontwierp in 1961 een nieuwe hoofdingang met portiersloge aan de Javastraat.
Ooit was er een aparte afdeling voor ongedoopte kinderen en zelfmoordenaars. Sinds 1920 is er een afdeling voor niet-religieuzen en andersdenkenden. In 1970 werd de mogelijkheid geïntroduceerd een crematieurn te laten bijzetten in een urnenveld. Vanaf 1983 kunnen ook islamieten op de begraafplaats begraven worden.
In 1984 werd het Heilig Hartbeeld, dat sinds 1919 op het Keizer Karelplein stond, hiernaartoe verplaatst.
Het plan om op de begraafplaats een crematorium te realiseren, zorgde omstreeks 2010 voor veel beroering in de omliggende wijken. Uiteindelijk ging het plan niet door. In 2020 werd een nieuw crematorium gebouwd bij het landhuis La Grande Suisse in Maastricht-Oost.

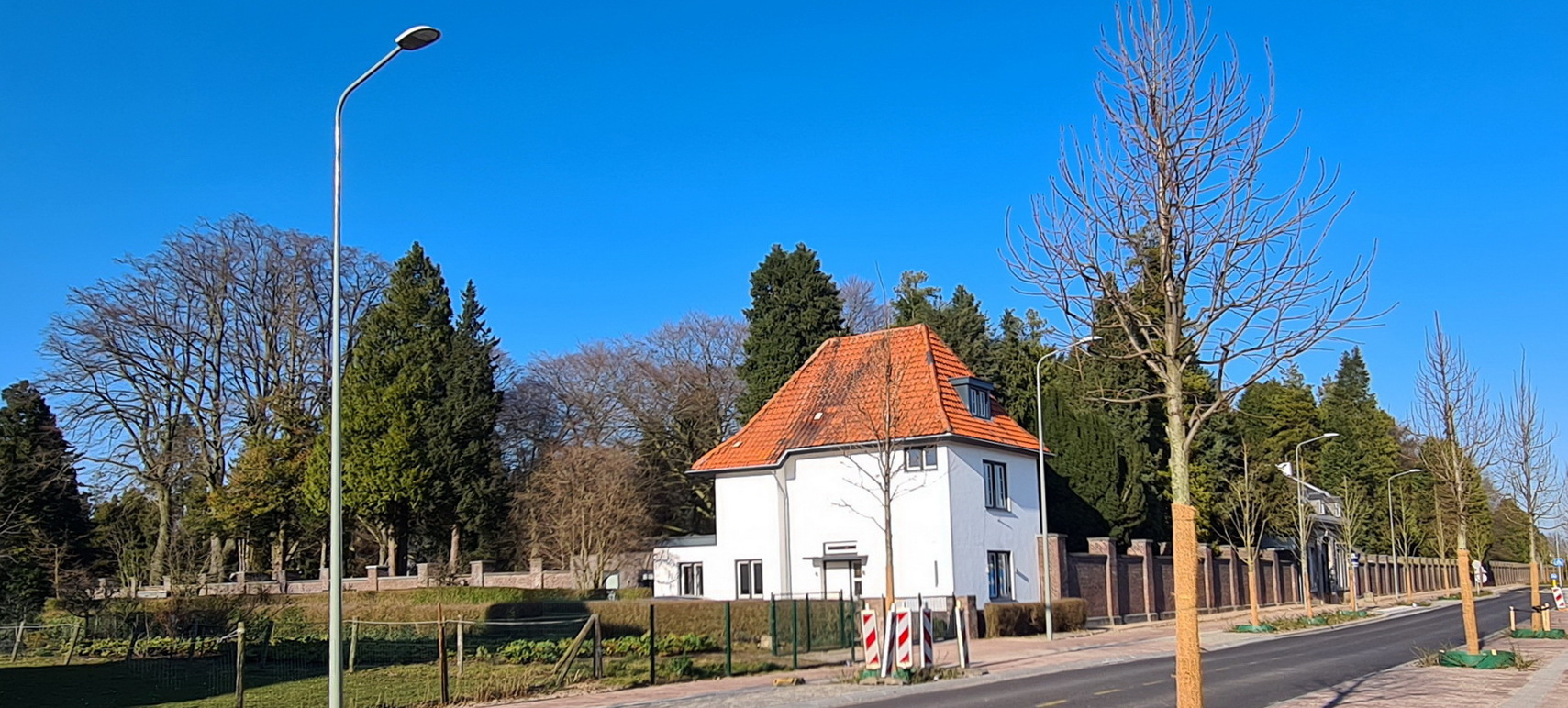
Gezicht vanuit het zuidwesten op de begraafplaats aan de Tongerseweg (2022)

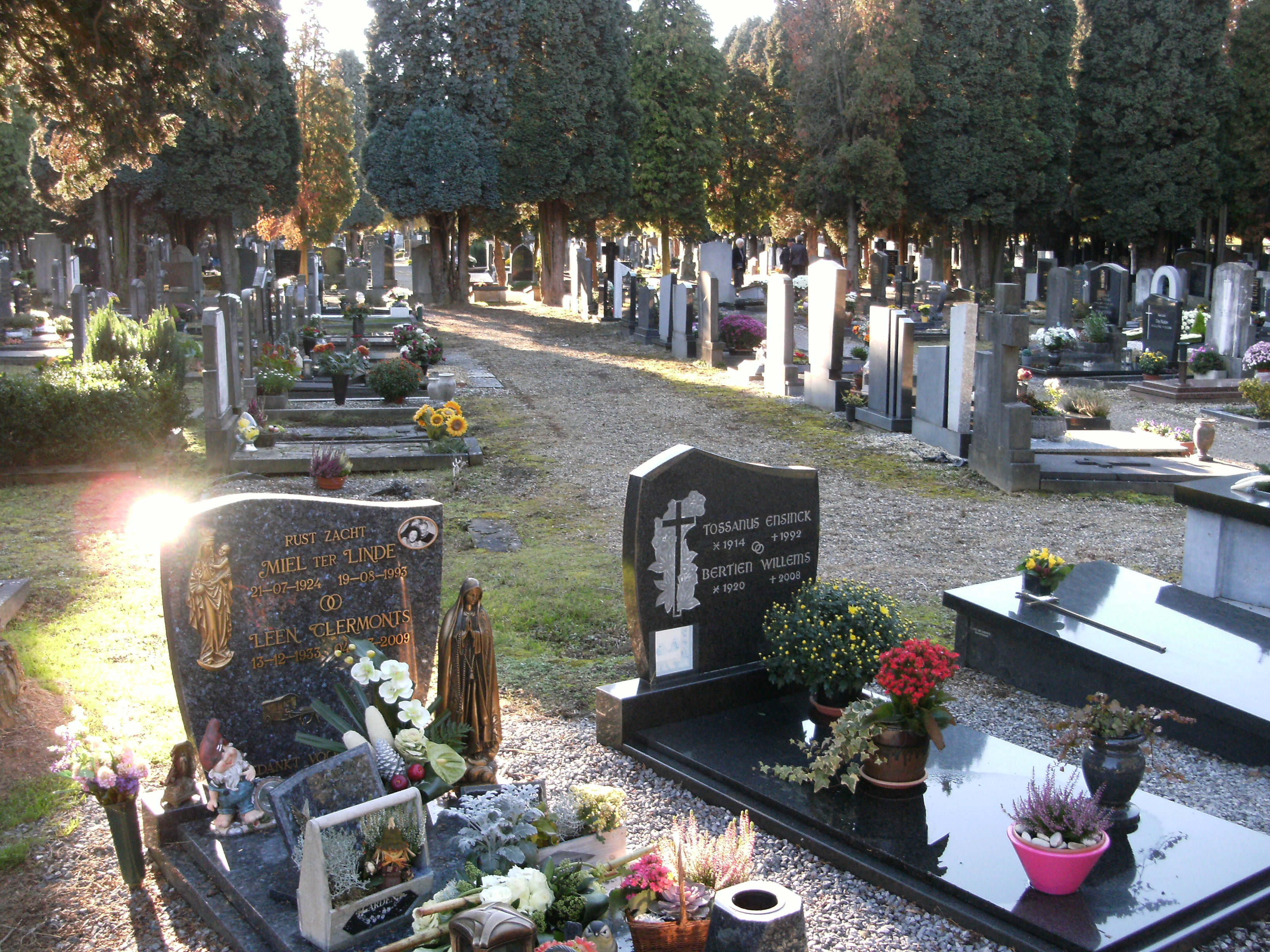
Impressie nieuwer gedeelte

In 2021-2022 vond een grootscheepse renovatie en uitbreiding plaats, die ten doel had de begraafplaats om te vormen tot rouw- en gedenkpark. Er vond groot onderhoud plaats aan paden, graven en beplanting. Circa 850 graven werden geruimd omdat de grafrechten verlopen waren. Langs de Tongerseweg en de Javastraat werden de coniferenhagen vervangen door taxushagen. Aan de noordzijde is de begraafplaats uitgebreid tot aan de Planetenhof, waar twee poorten werden toegevoegd. De Trichterbaan is daardoor onderdeel van de begraafplaats geworden en is alleen overdag opengesteld voor fietsers en voetgangers. De uitbreiding omvatte tevens een asstrooiveld, een columbarium ("Memorial Cube"), een herdenkingsbos en een nieuw islamitisch gedeelte met eeuwige grafrechten. De Memorial Cube is een Europese, mogelijk een wereldprimeur: een kubus van vier bij vier bij vijf meter, waarin plaats is voor 3300 urnen, die via een mobiele app uit de kubus kunnen worden gehaald, waarbij de nabestaanden het levensverhaal van de overledene kunnen toevoegen.

## De begraafplaats nu
De Algemene Begraafplaats Tongerseweg is de grootste begraafplaats van Maastricht. Op de begraafplaats zijn veel bekende Maastrichtenaren begraven. Het oudste gedeelte met de kapel en een aantal grafmonumenten vormen een fraai 19e-eeuws ensemble aan de kant van de Tongerseweg. Het complex bestaat uit elf rijksmonumenten, waarvan er acht grafmonumenten zijn. De groenstructuren vormen een gemeentelijk monument. Het noordelijk en oostelijk deel van de begraafplaats is van recenter datum. Daarnaast is er een afgescheiden joods en islamitisch gedeelte.

### Natuurwaarde
Naast de functie van begraafplaats fungeert het gebied als groene long voor dit deel van de stad. Er bevinden zich veel oude bomen, onder andere rode beuken, cipressen en reuzensequoias (mammoetbomen).

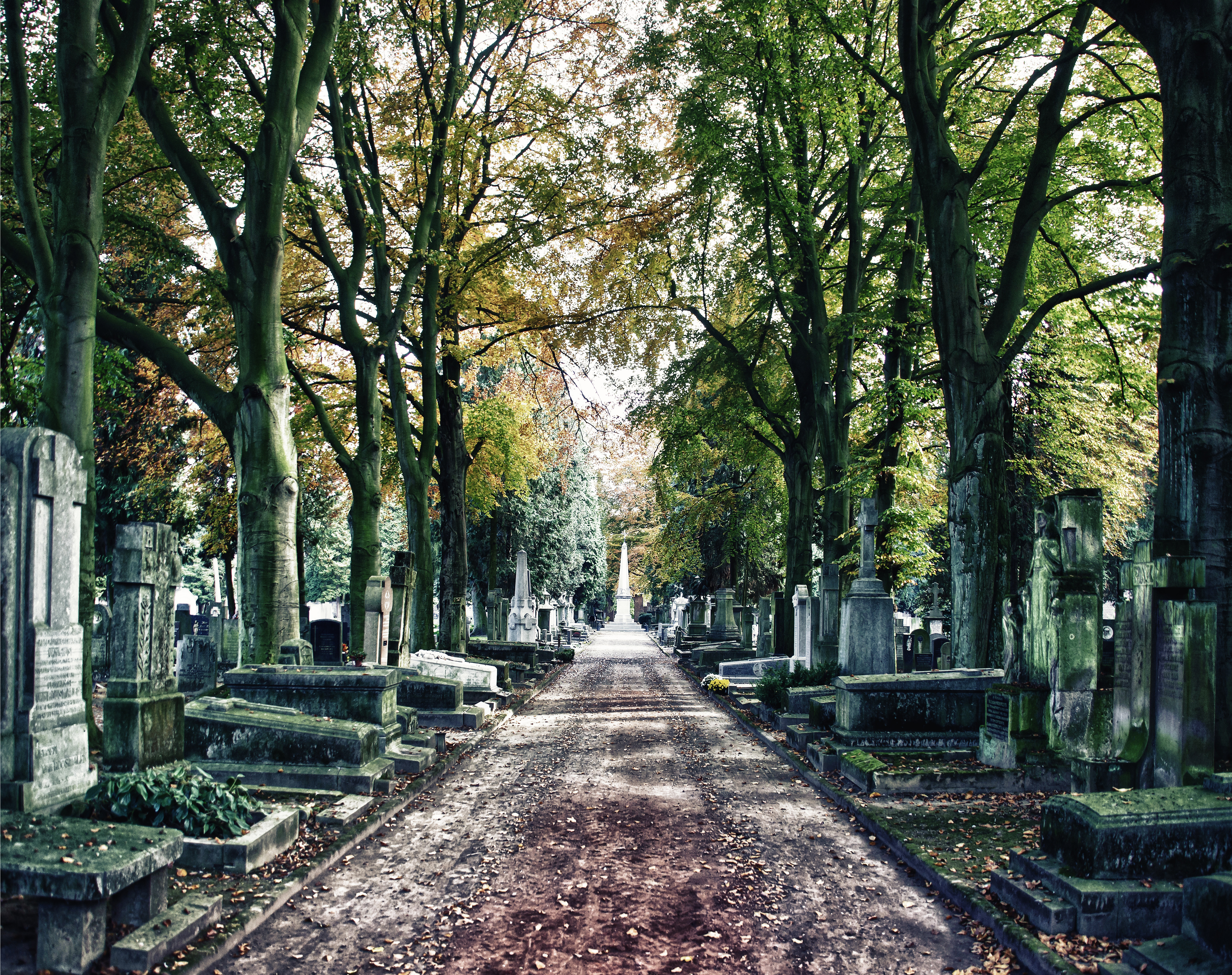
Groene allee
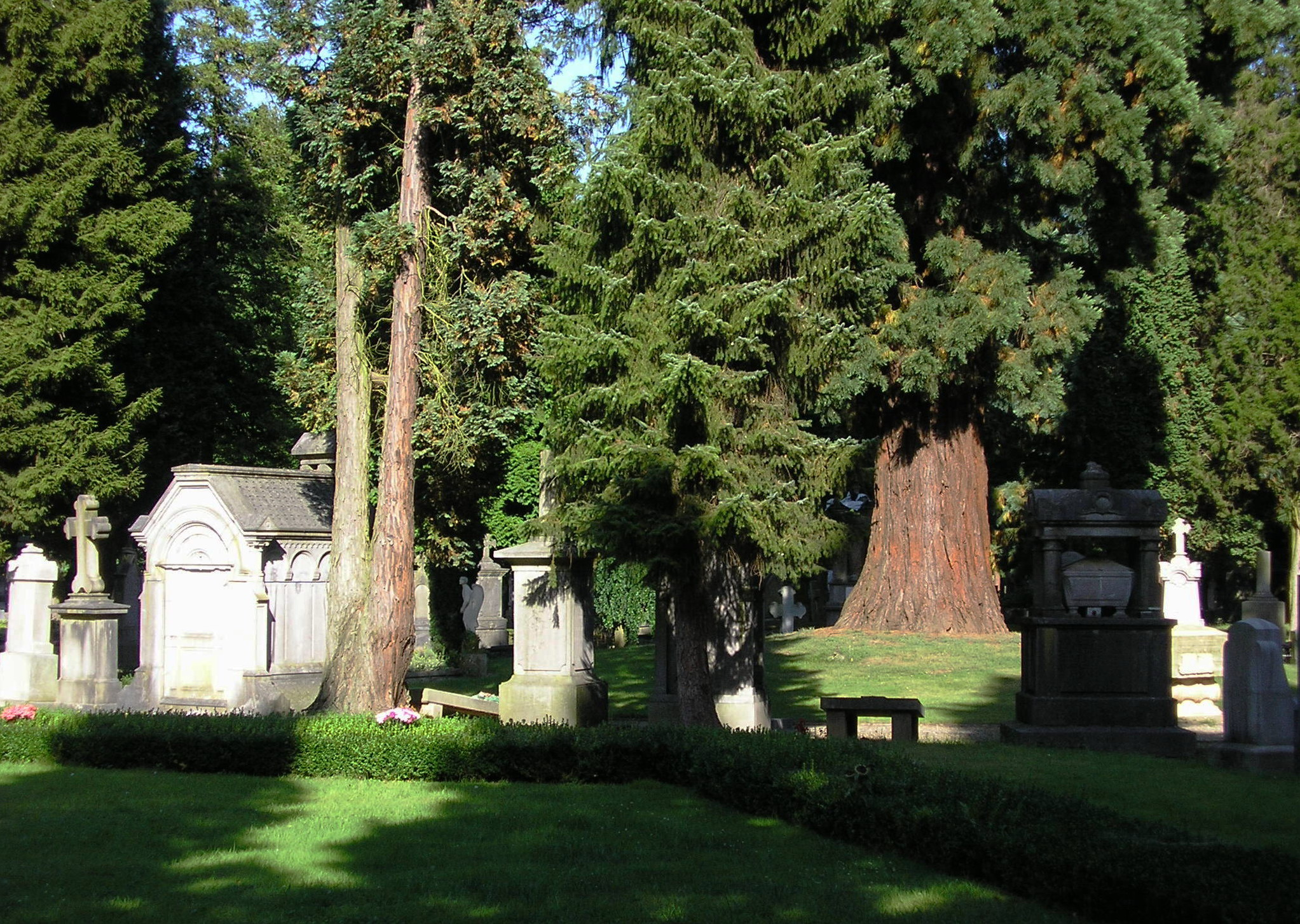
Oude bomen
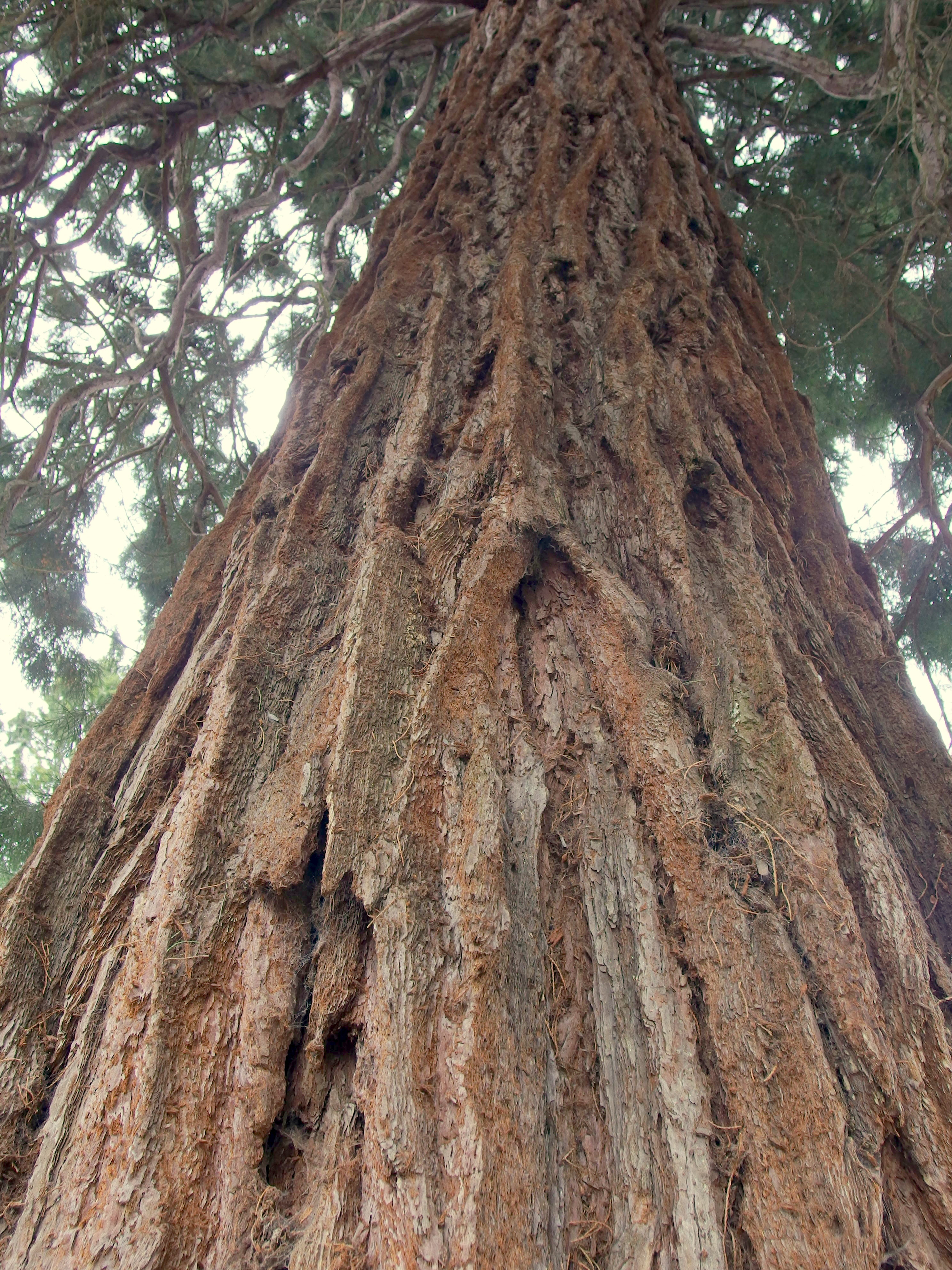
Mammoetboom
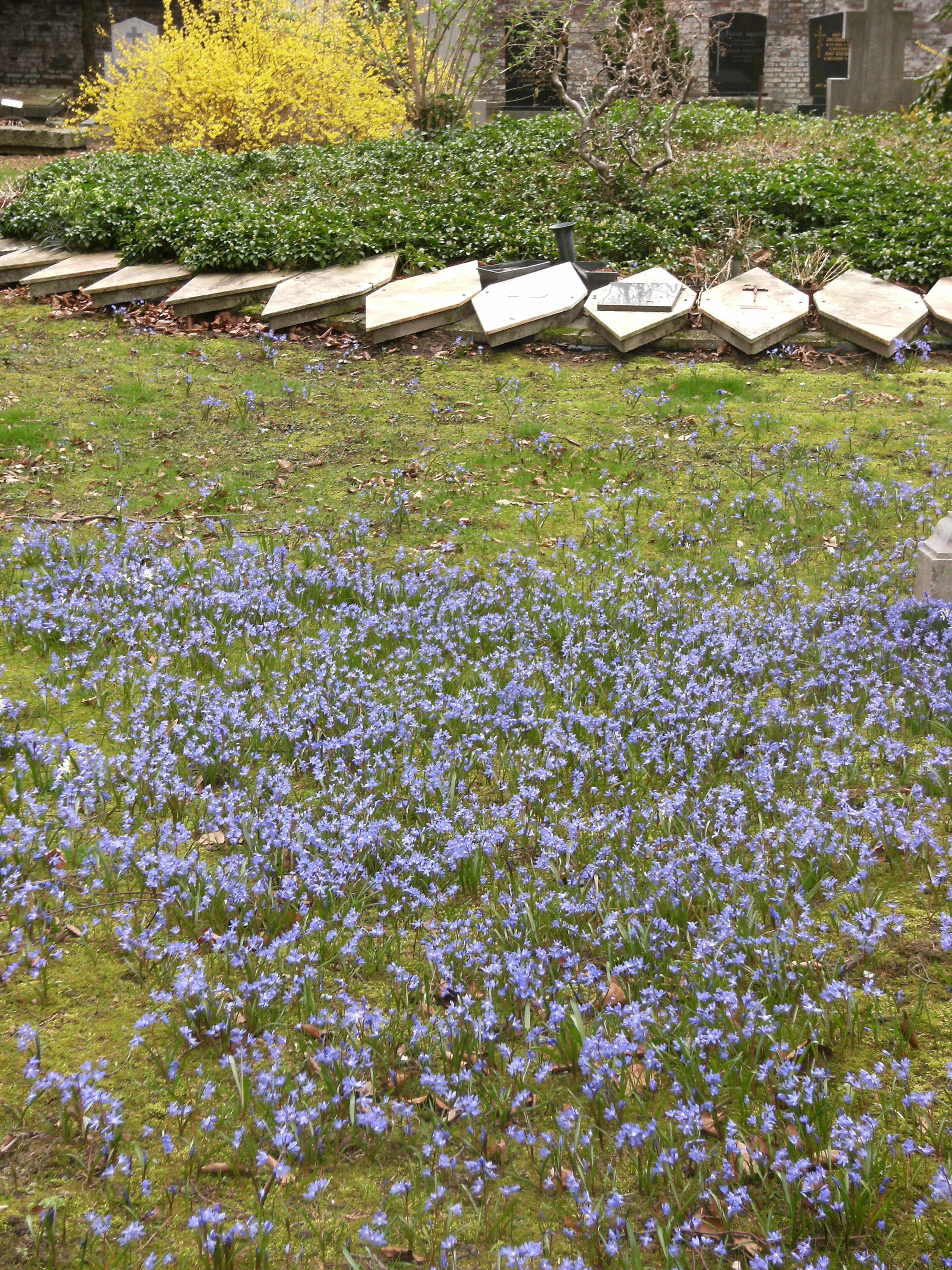
Voorjaarsbloeiers
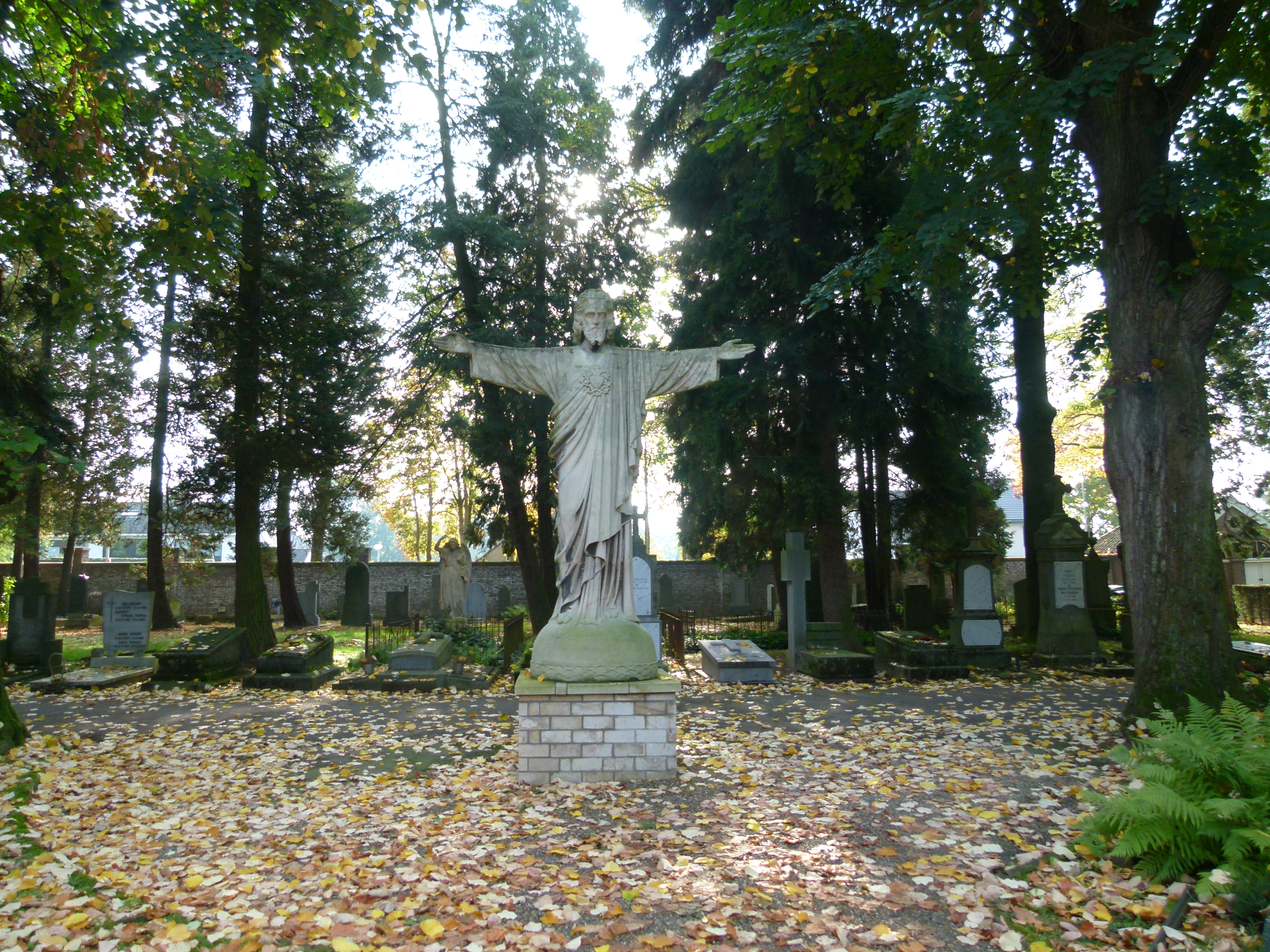
Heilig-Hartbeeld in het groen
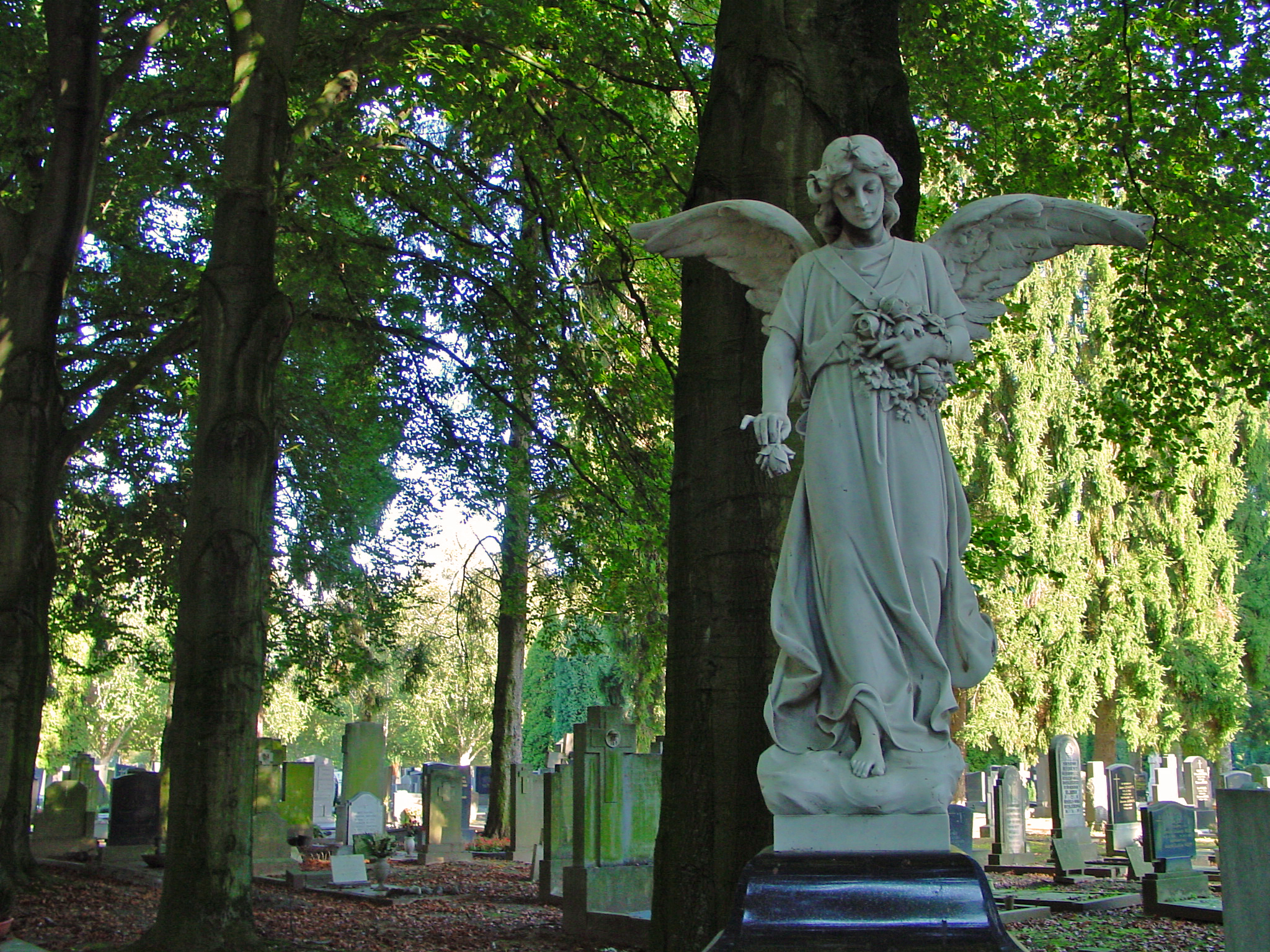
Engel in het groen
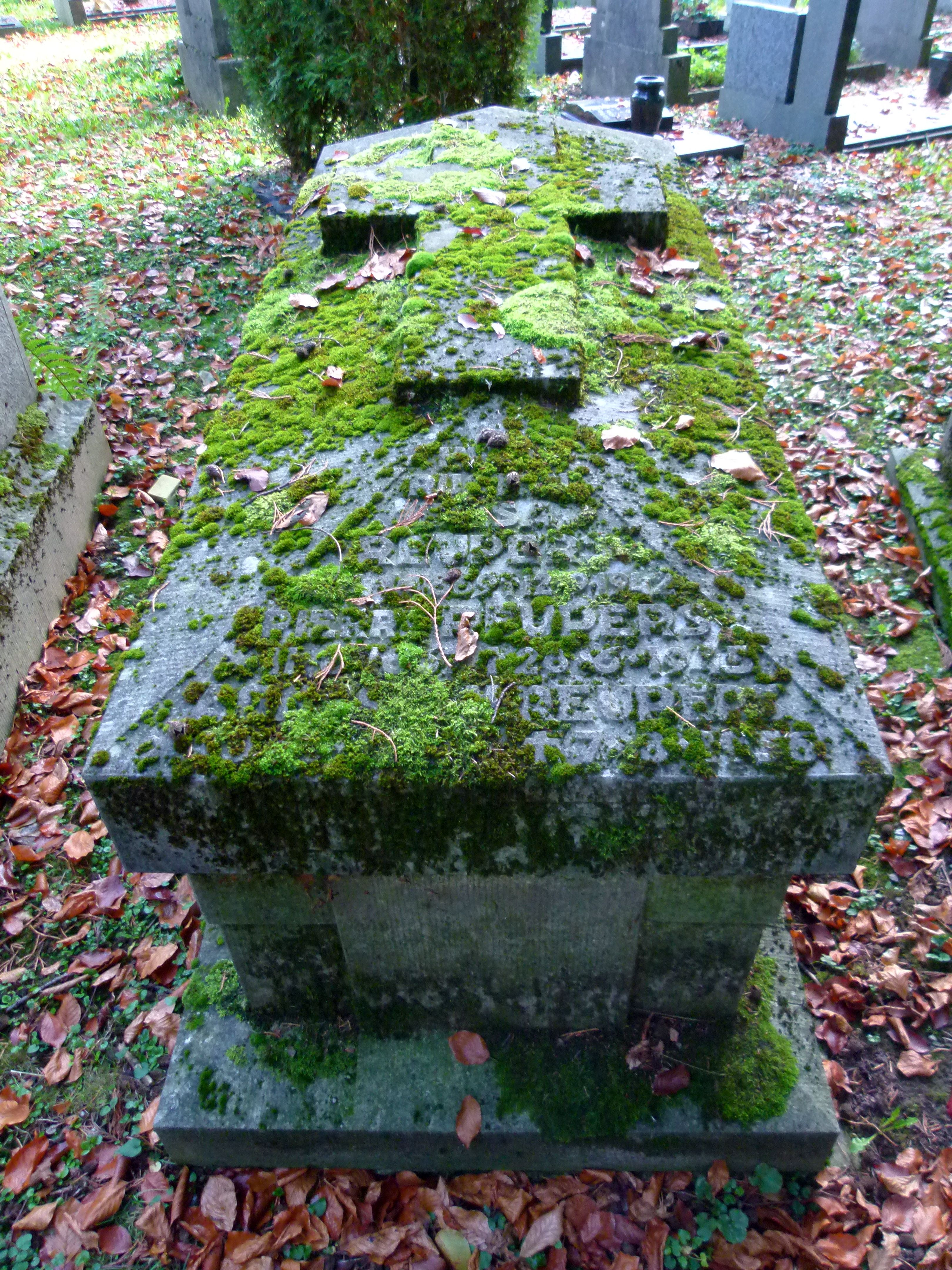
Met mos begroeid grafmonument

### Beschermde bouwwerken
Het neoclassicistische poortgebouw aan de Tongerseweg dateert uit het begin van de 19e eeuw en heeft in het midden van de voorgevel een hardstenen poortomlijsting met een gebeeldhouwde sluitsteen. In de poortdoorgang bevinden zich aan weerszijden entrees met frontons. Daarnaast zijn er nog twee kleinere poorten in dezelfde stijl. De huidige hoofdingang met dienstgebouw aan de Javastraat is geen rijks- of gemeentelijk monument. Een gedenksteen uit 1812 herinnert aan de ingebruikname van de begraafplaats. Het woonhuis van de beheerder aan de Tongerseweg 294 is een gemeentelijk monument.
De neogotische kapel met grafkelder is een ontwerp van architect Johannes Kayser uit 1885-90. De kapel heeft een octagone plattegrond met aan de westzijde een rijk gebeeldhouwd ingangsportaal met onder andere beelden van het Heilig Hart van Jezus en Maria. Het interieur is gedecoreerd met honderden ex vototegels aan weerszijden van het altaar. Het altaar bevat een tegeltableau met een afbeelding van Jezus in zijn graf. Daarboven bevindt zich een tegeltableau met een calvariegroep. De gebrandschilderde ramen zijn gesponsord door individuele personen en bevatten vrome teksten en florale motieven. Onder de kapel bevindt zich een gewelfde grafkelder met grafnissen, waarvan de toegang zich aan de zijkant van de kapel bevindt.

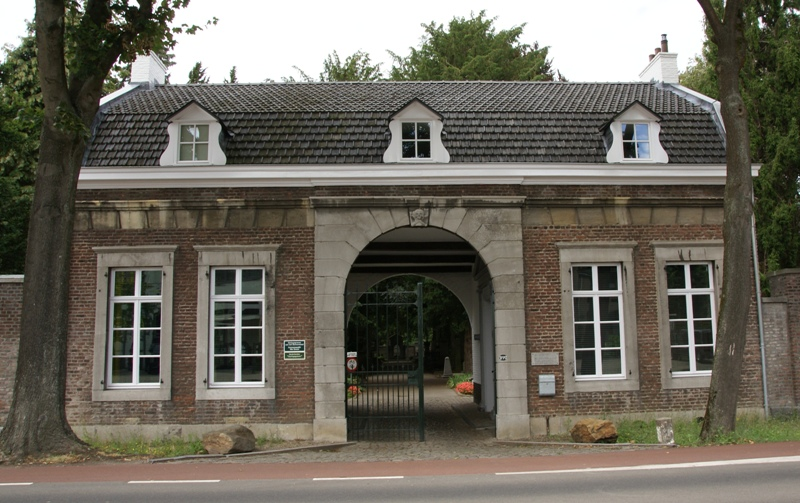
Poortgebouw
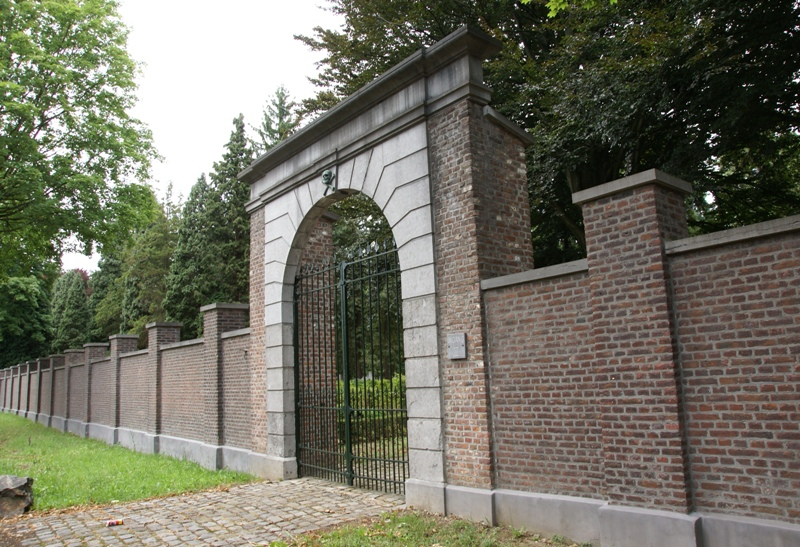
Poort en muren Tongerseweg
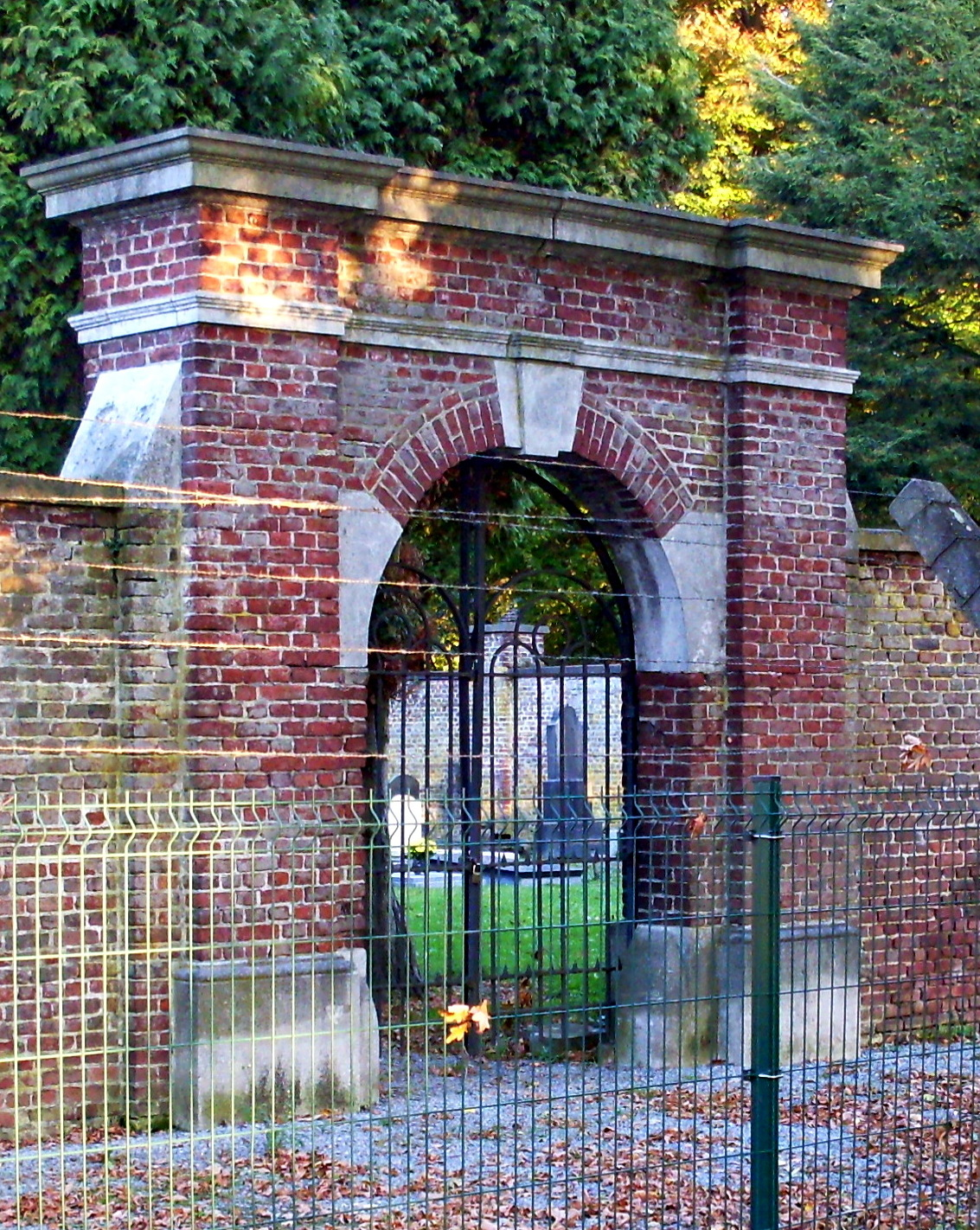
Poort Joodse begraafplaats
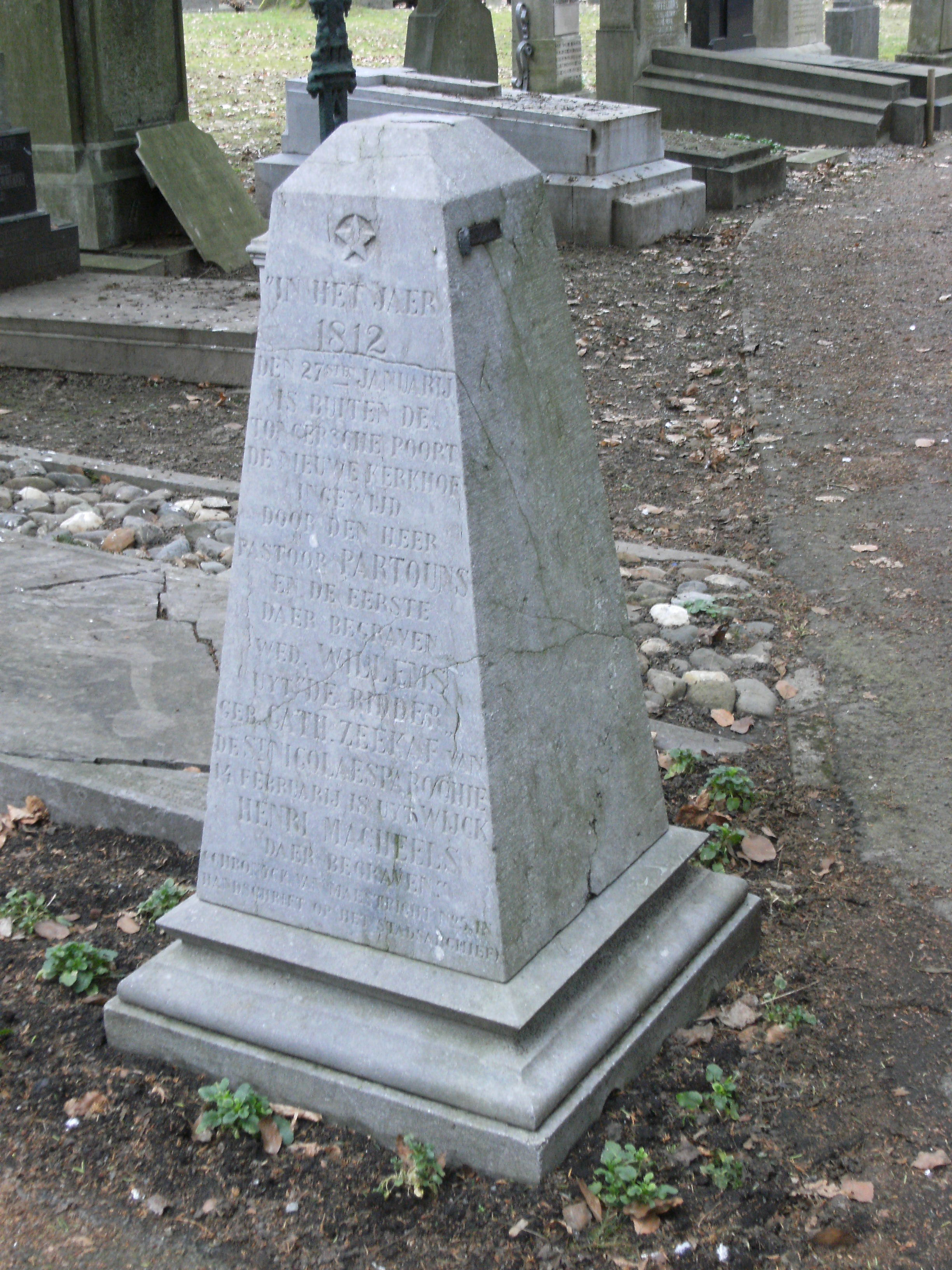
Herinneringssteen opening
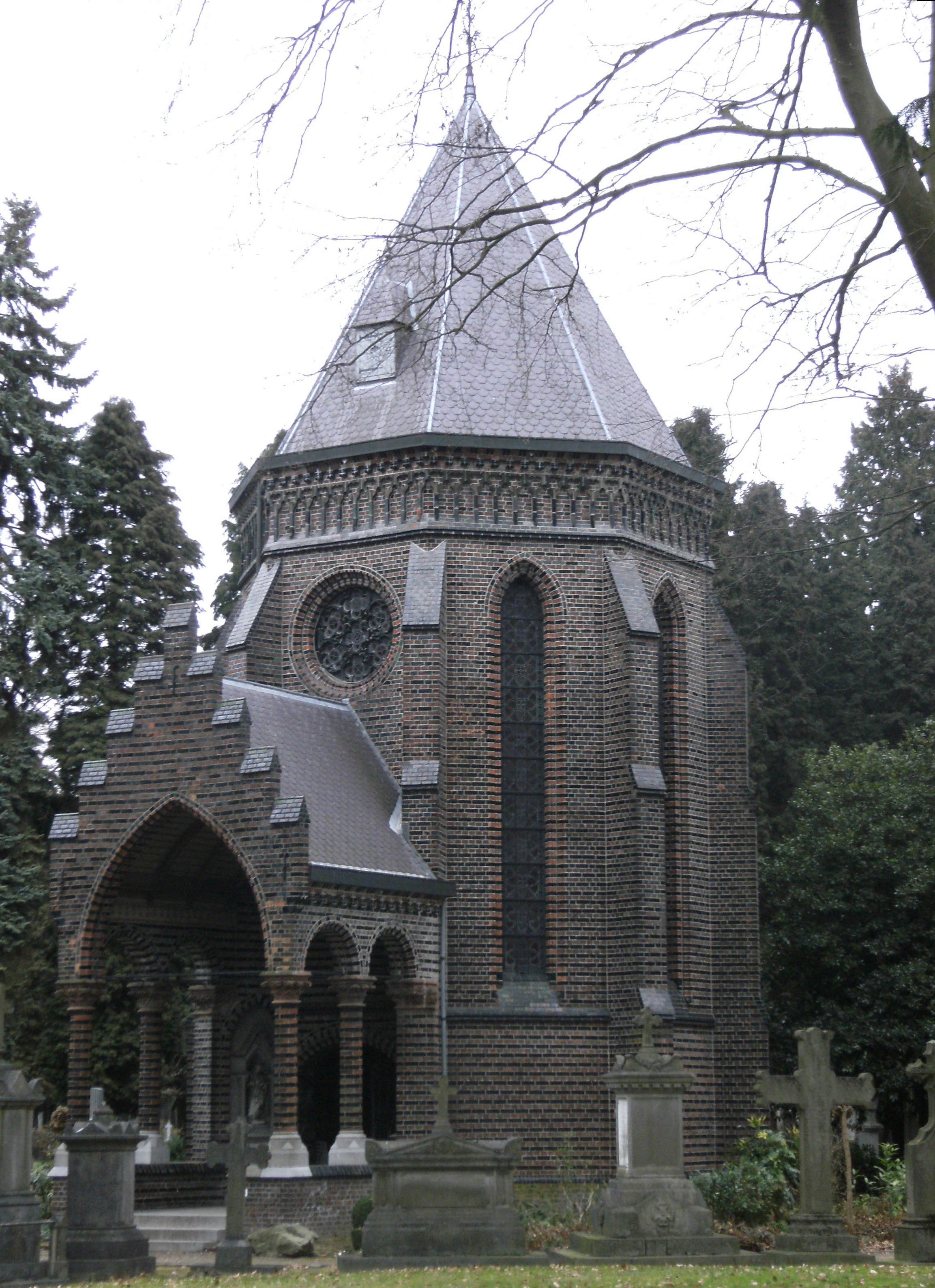
Neogotische kapel
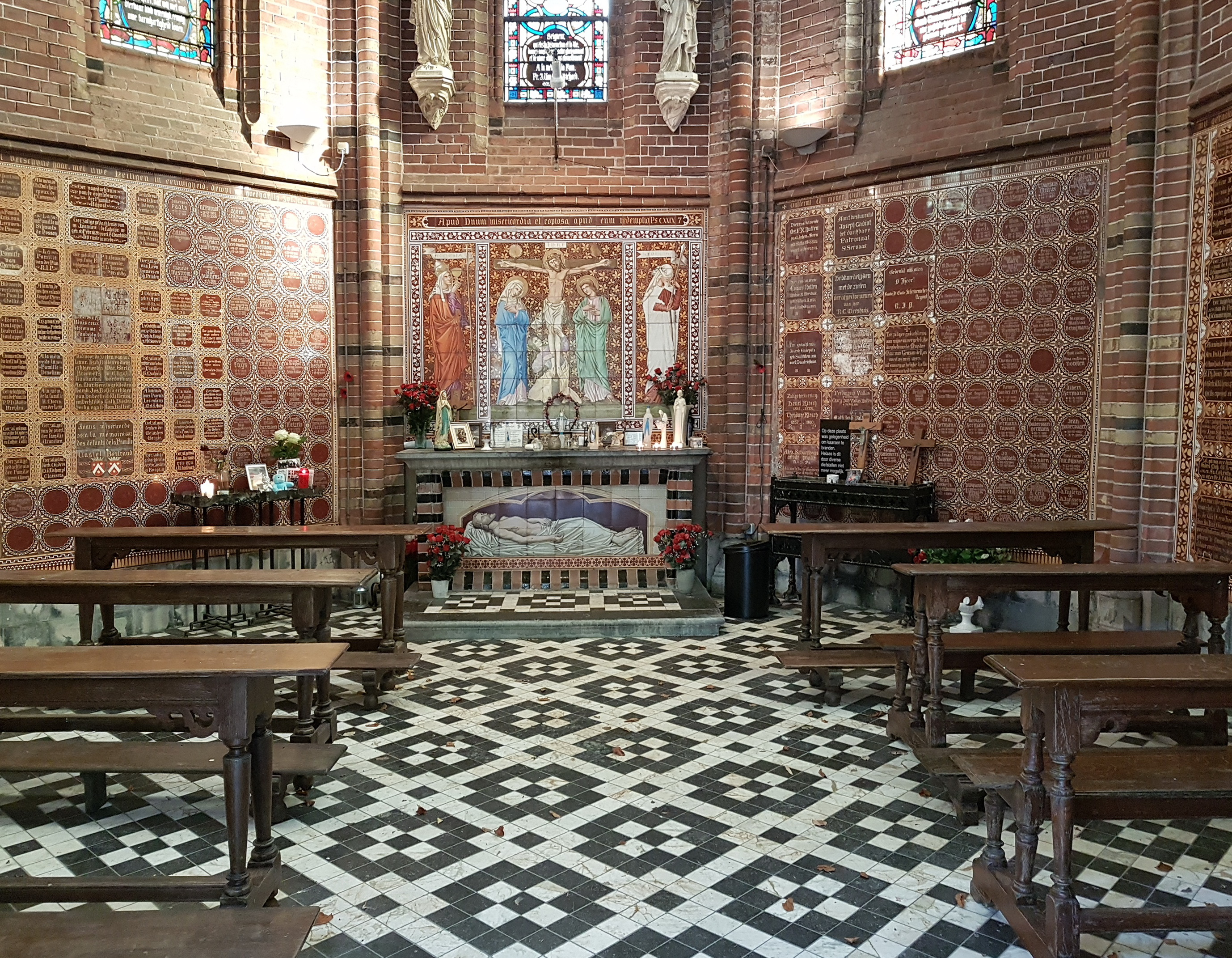
Interieur kapel
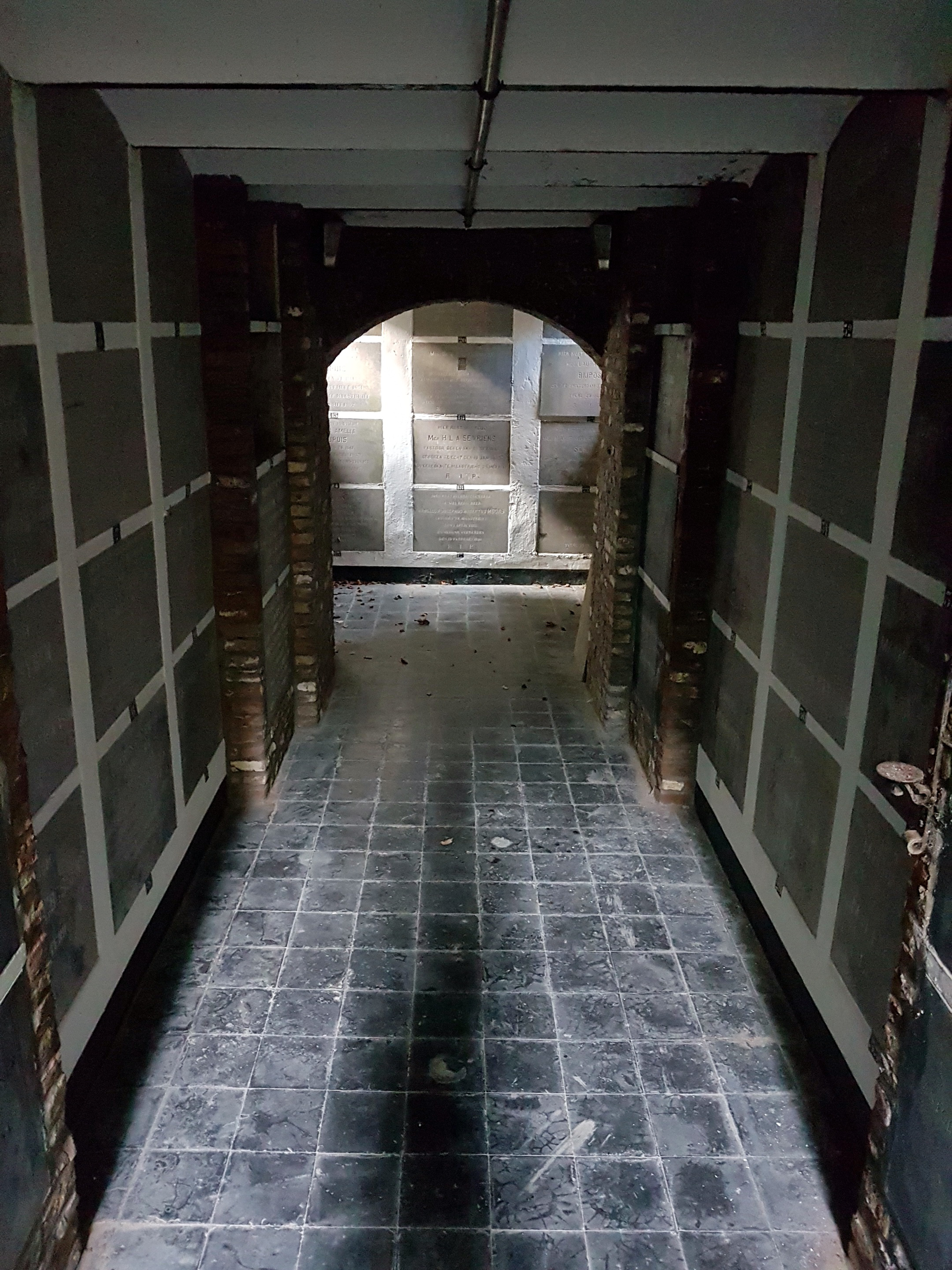
Grafkelder kapel

### Beschermde grafmonumenten
De begraafplaats telt acht grafmonumenten die vanwege hun grote cultuurhistorische betekenis zijn geregistreerd als rijksmonument. Een van de oudste monumenten is het grafmonument van Jean Lambert Antoine de Behr uit 1813, dat bestaat uit een zuil. Bijzonder is het met een smeedijzeren hekwerk omgeven grafmonument van Barbera Bosch van Drakenstein-Volkhemer uit 1842. Uit dezelfde periode dateren de grafmonumenten van de familie Macpherson-van Meeuwen, bestaande uit vrijwel identieke sarcofagen uit 1846, 1848 en 1889, en de grafmonumenten van de familie Gericke van Herwijnen-de Salis (ca. 1845-75). Het grafmonument van de familie De Stuers uit 1861 heeft de vorm van een obelisk. Het grafmonument van de paters jezuïeten bestaat uit een omheind perkje met een grafsteen en een monumentale  poort. De jongste monumenten die van rijkswege bescherming genieten zijn het grafmonument van Frederik Becks uit 1931 en dat van Hubert Beckers uit 1932.

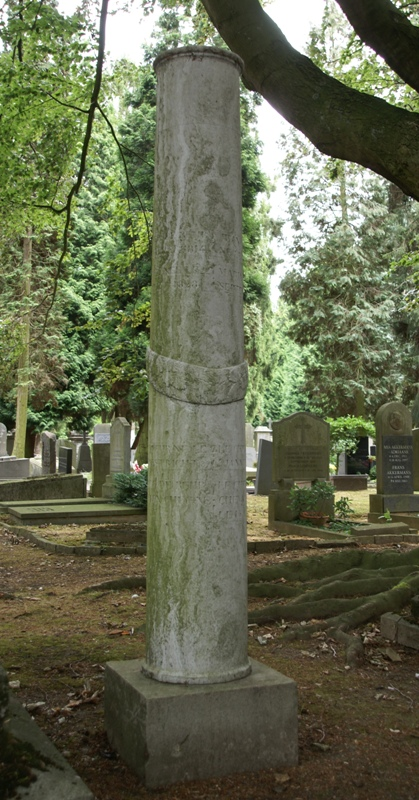
Grafmonument De Behr
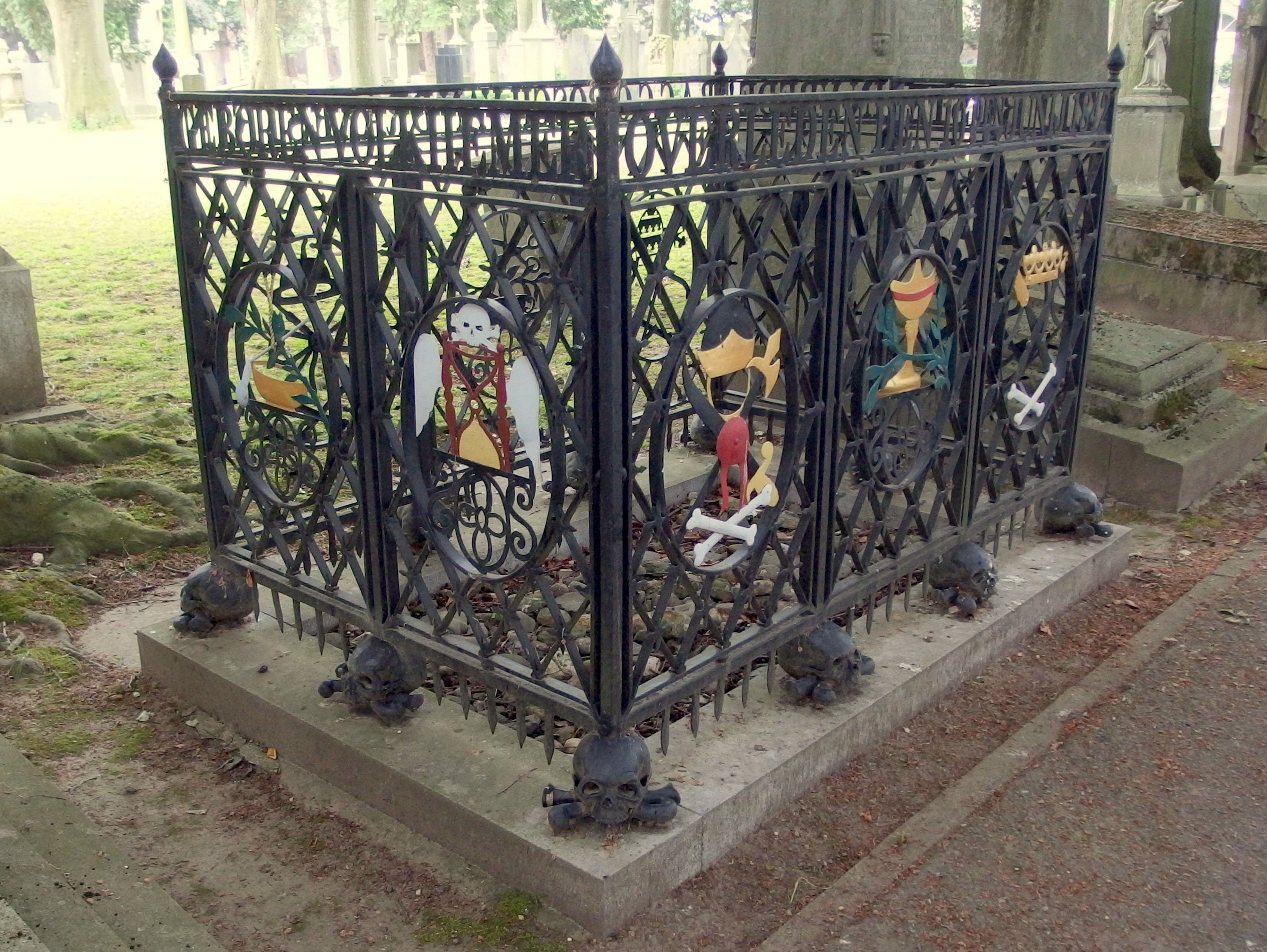
Grafmonument Bosch van Drakenstein
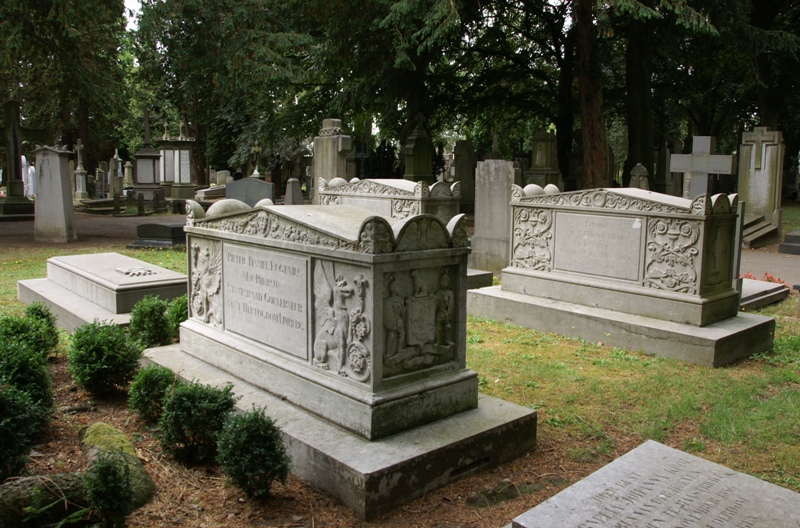
Grafmonumenten Macpherson-van Meeuwen
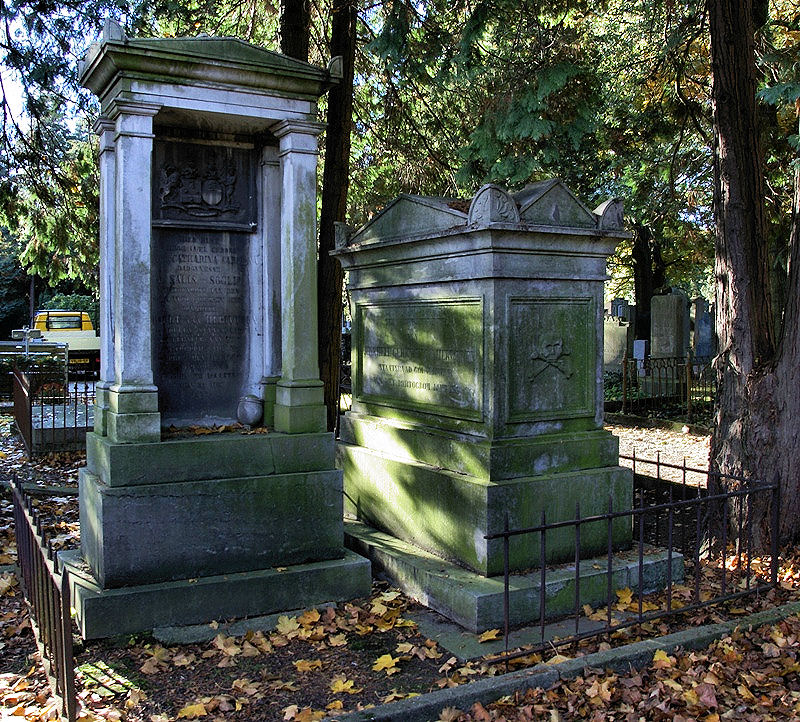
Grafmonument Gericke van Herwijnen
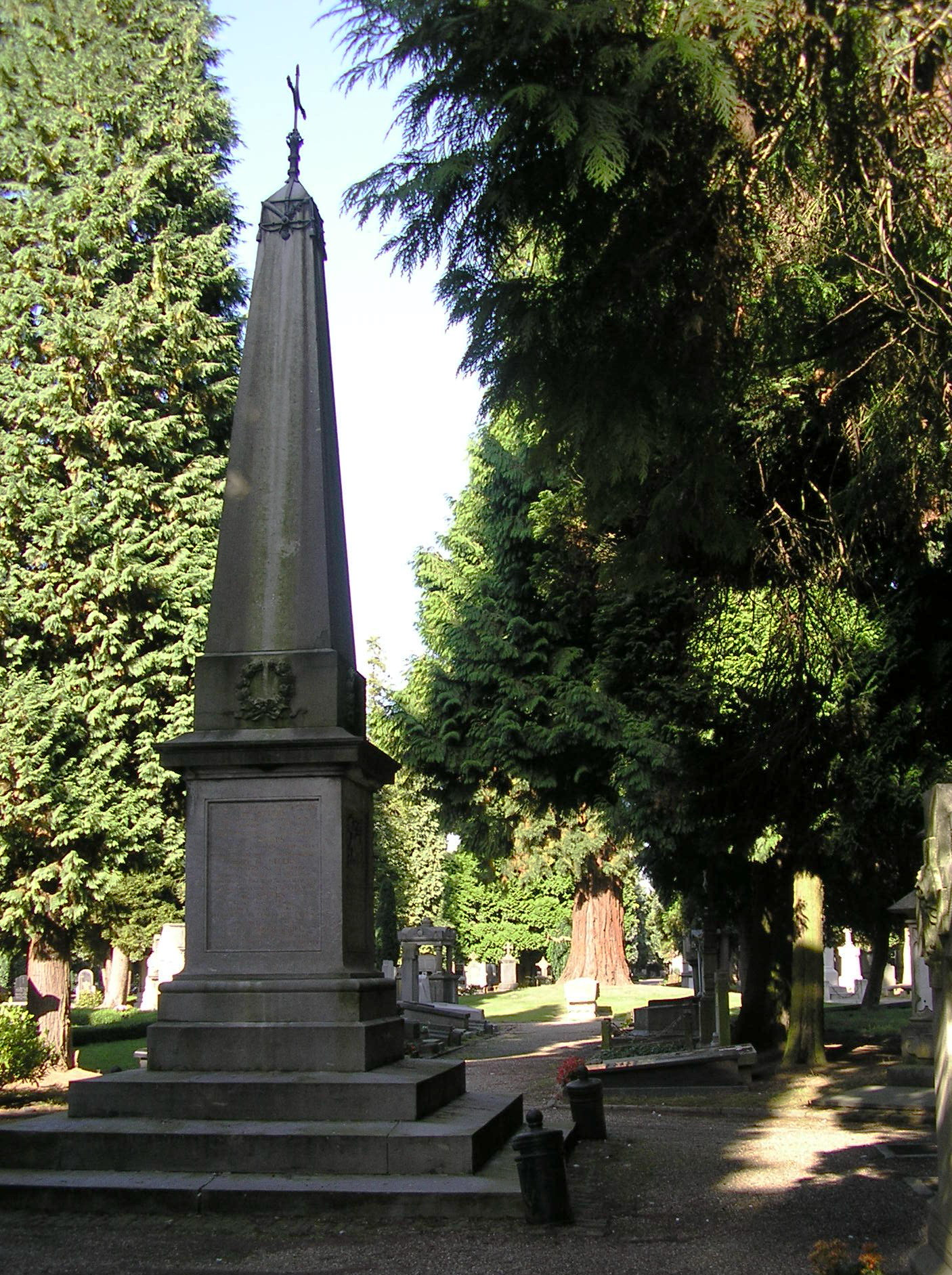
Grafmonument De Stuers
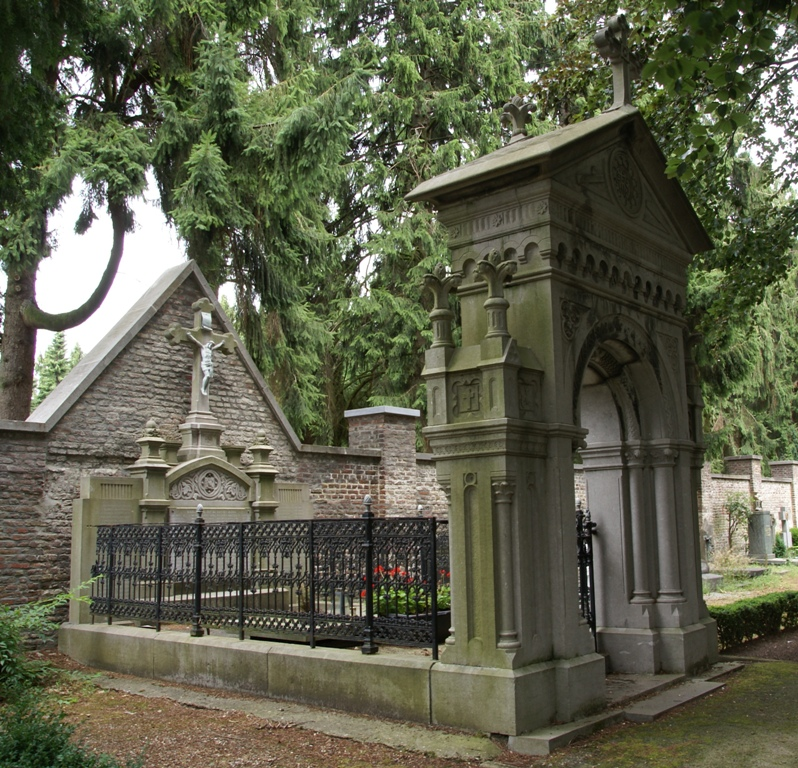
Grafmonument jezuïeten
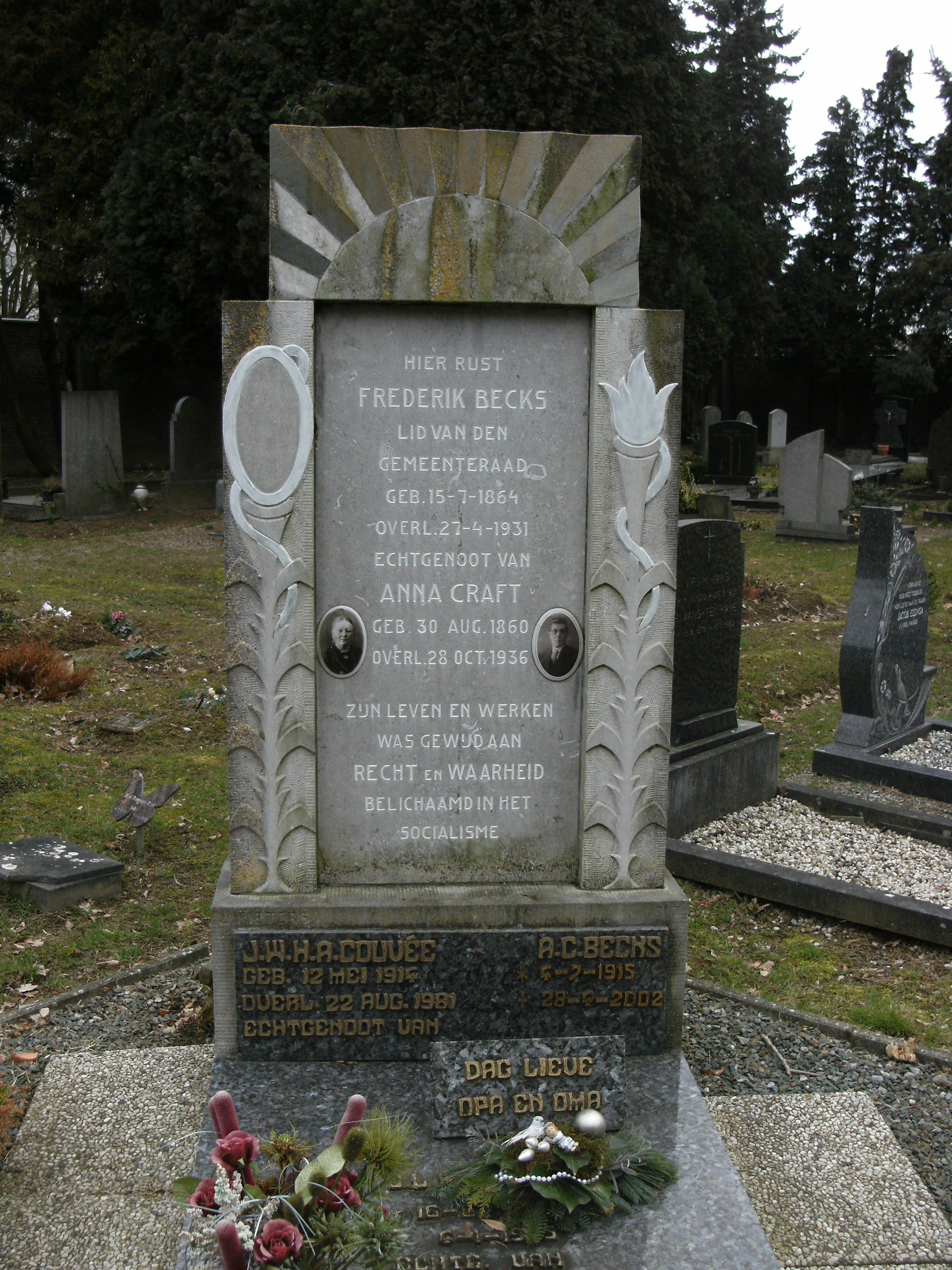
Grafmonument F. Becks
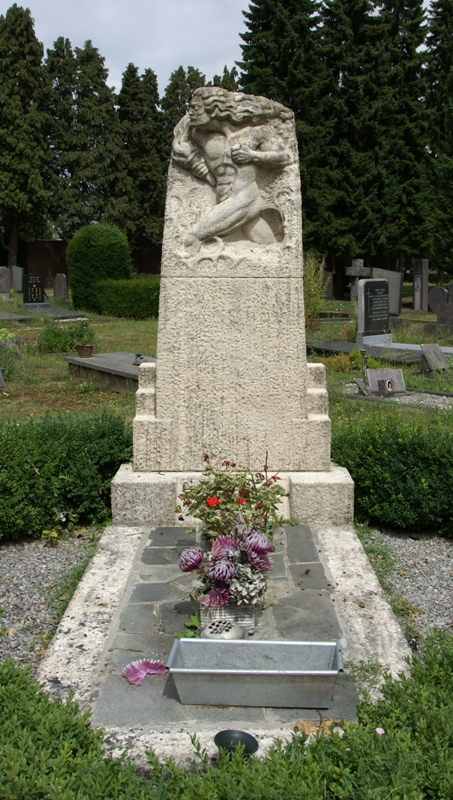
Grafmonument H.J. Beckers

### Niet-beschermde grafmonumenten

#### Grafmonumenten van industriëlen
Op de begraafplaats bevinden zich tal van andere grafmonumenten, die geen rijksmonument zijn, maar toch een historische of artistieke waarde vertegenwoordigen. Een hoofdrol in het 19e-eeuwse Maastricht speelden de geslachten van industriëlen, zoals de families Regout, Stevens, Lambriex, Lhoëst, Weustenraad, Marres en Seydlitz. Ze zijn op deze begraafplaats vertegenwoordigd met indrukwekkende grafmonumenten, die het aanzien van de familie moesten weerspiegelen, meestal met Franstalige opschriften. Het gebeeldhouwde, neogotische grafmonument van wapenfabrikant Petrus Stevens staat direct naast de kapel. De meeste afstammelingen van Petrus Regout zijn begraven in het familiemausoleum in Meerssen, maar de leden van de tak Louis Regout (oprichters en bestuurders van Mosa) stichtten hun eigen grafkapel op deze begraafplaats. Ook Thomas Regout en de eerste echtgenote van Eugène Regout liggen hier. Een andere grafkapel behoort toe aan de bierbrouwer Michaël Marres en zijn vrouw Maria Starren.

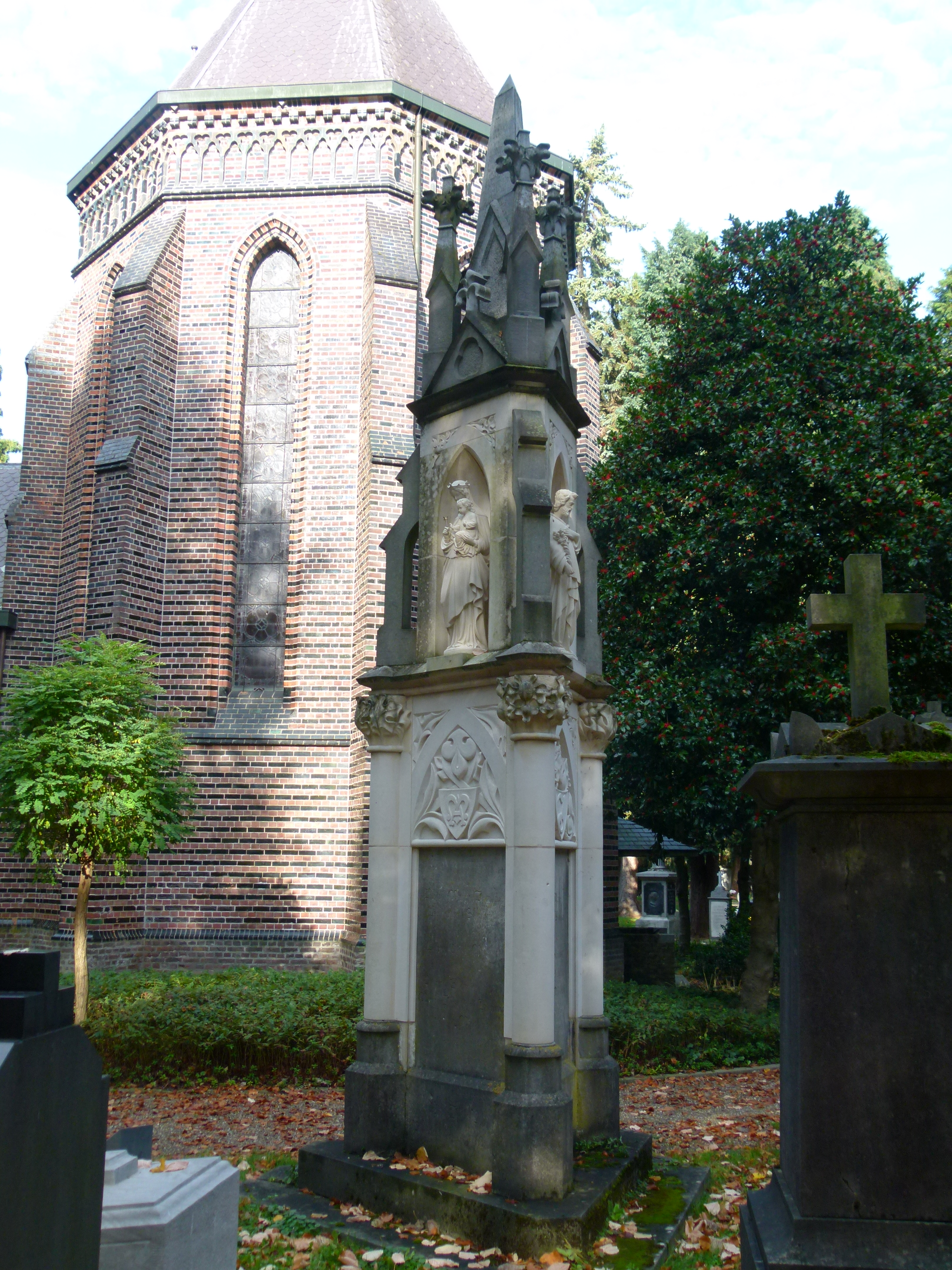
Grafmonument Petrus Stevens
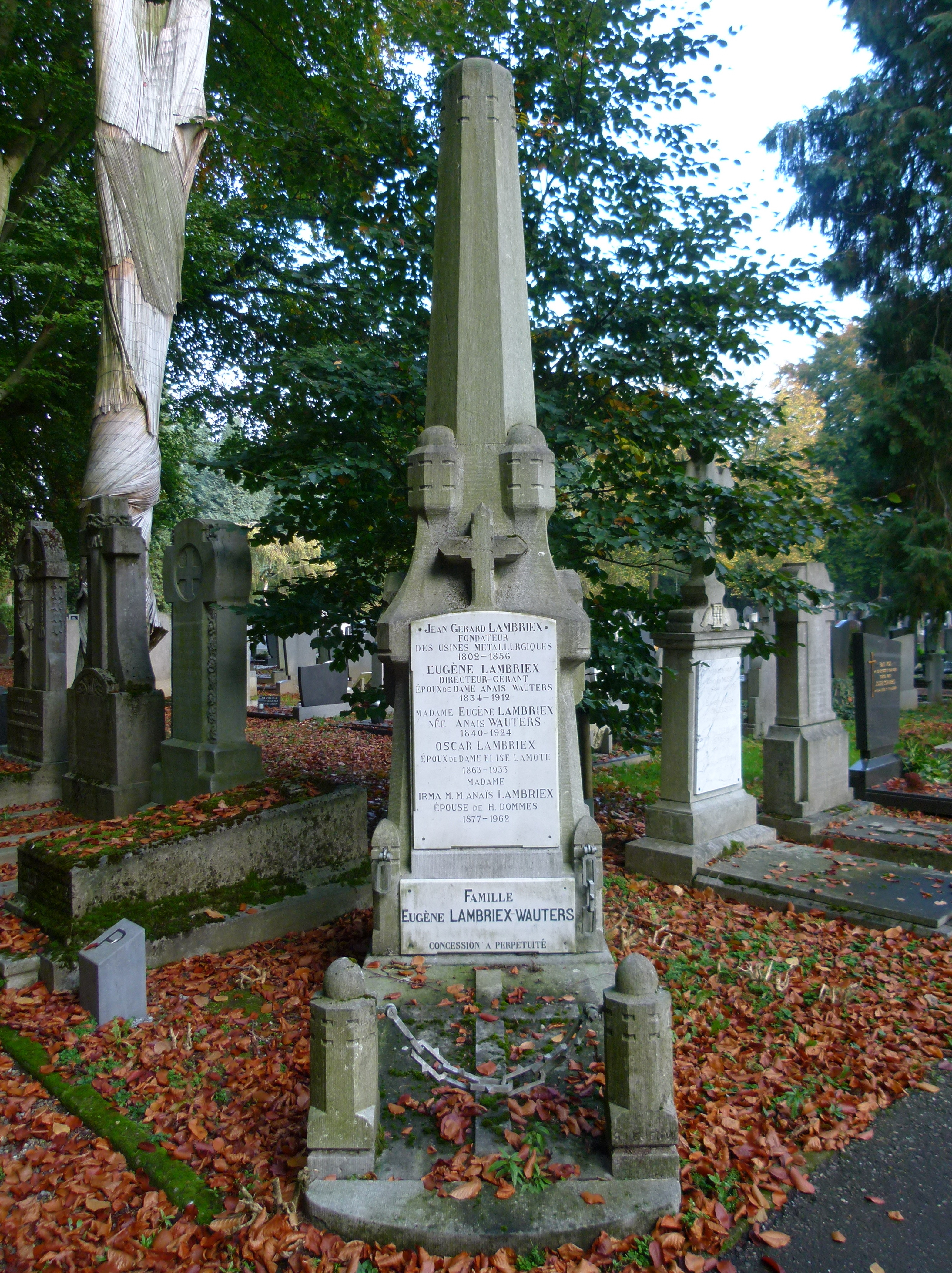
Grafmonument Lambriex-Wauters
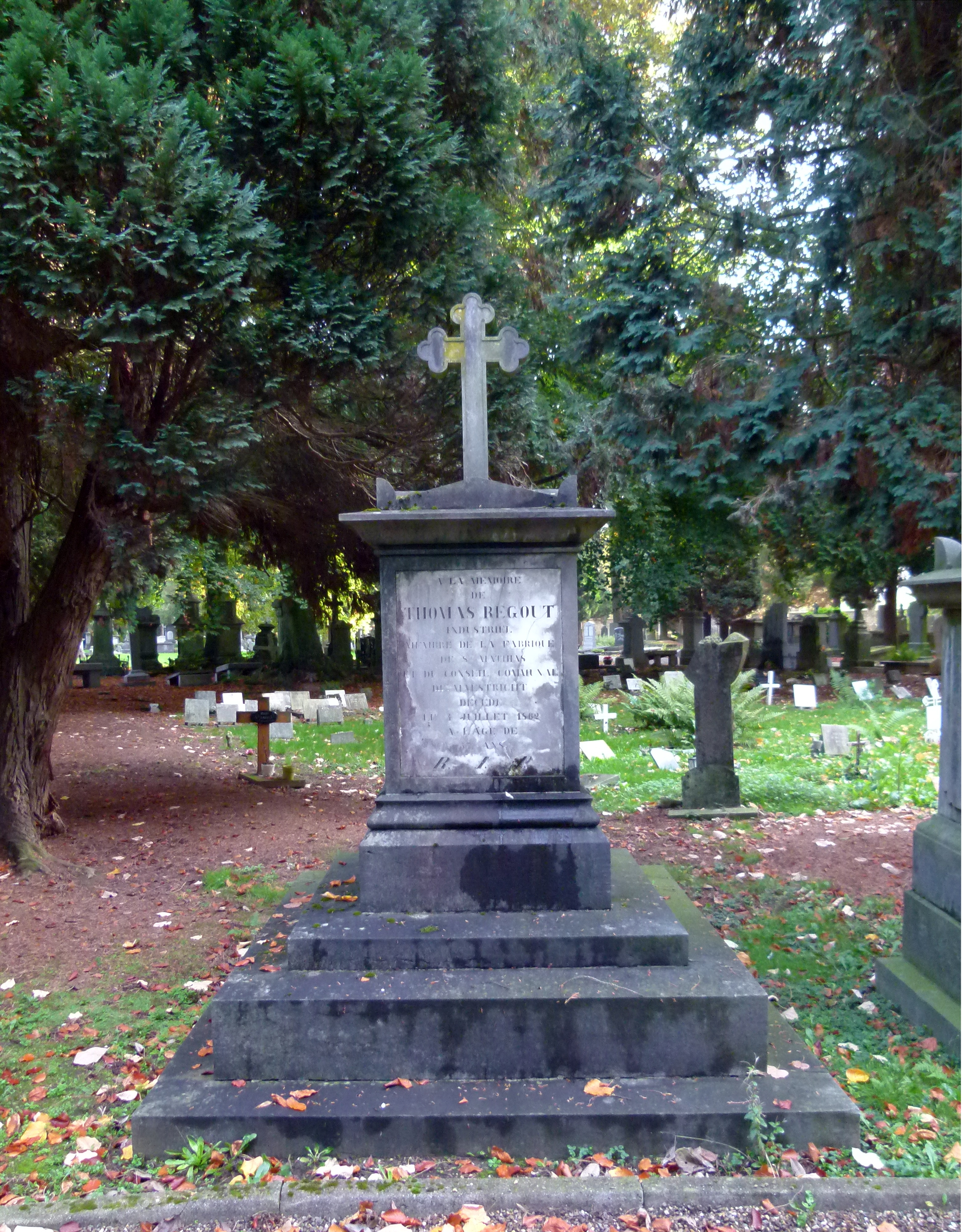
Grafmonument Thomas Regout
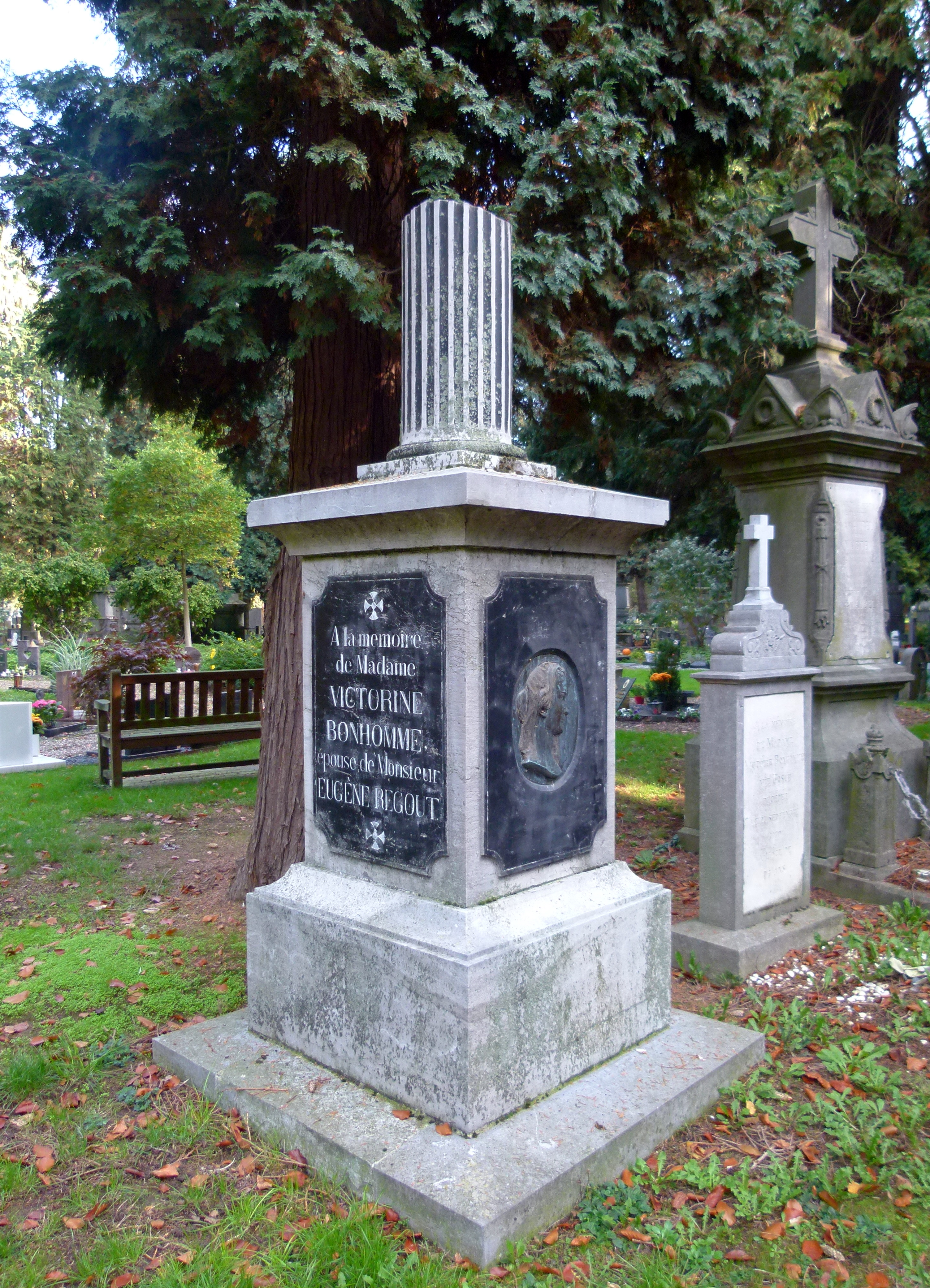
Victorine Regout-Bonhomme
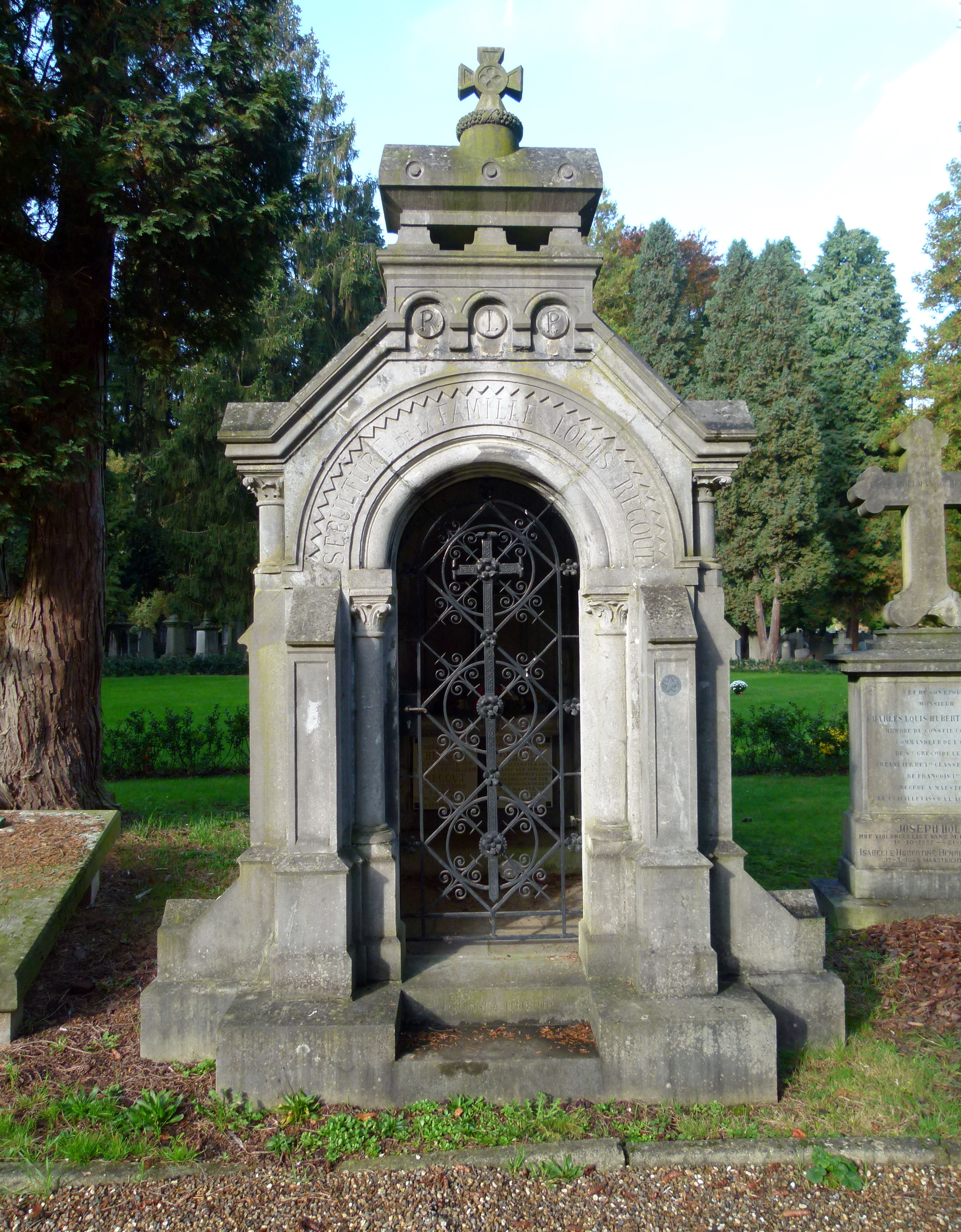
Grafkapel Regout-Berger
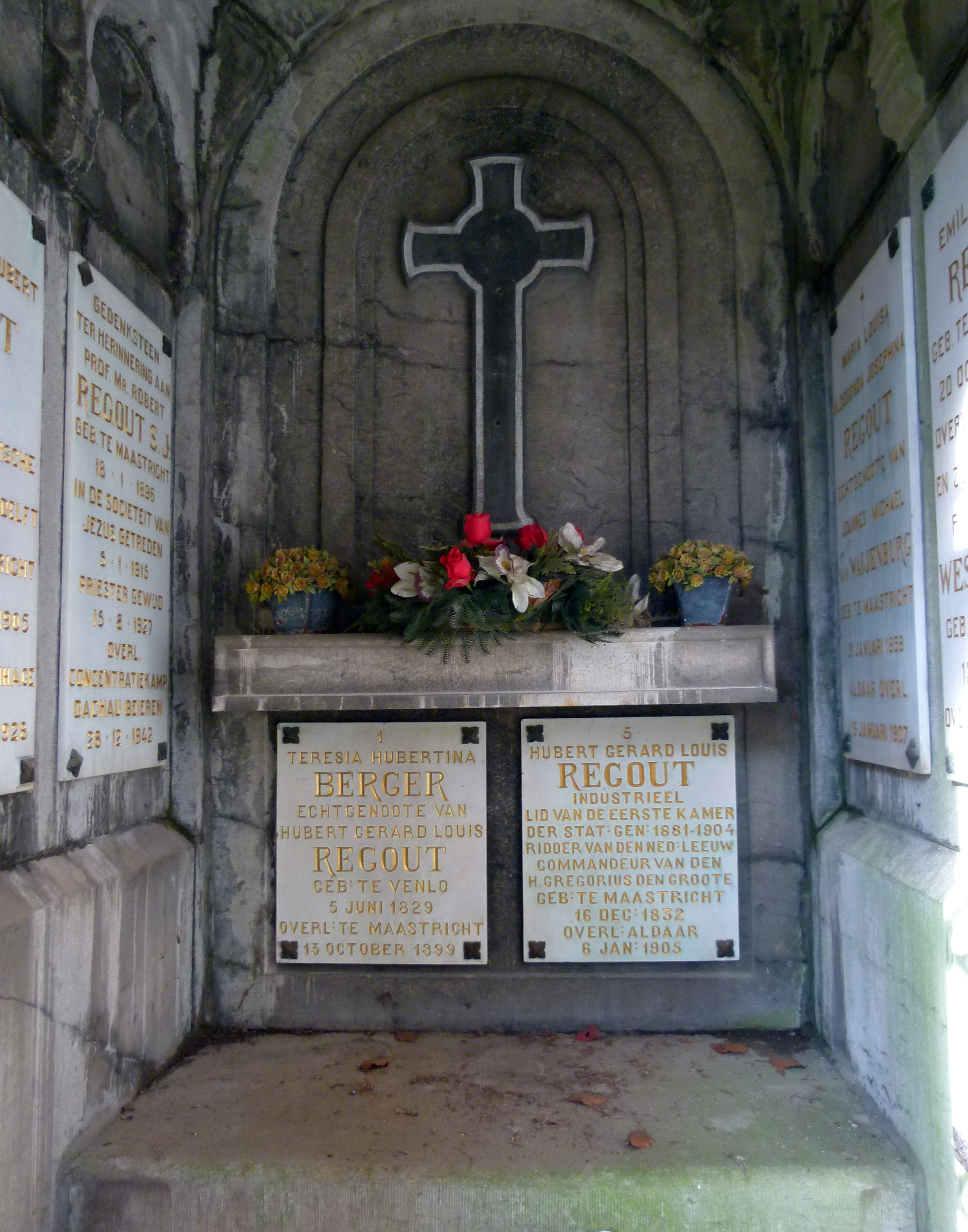
Idem, interieur
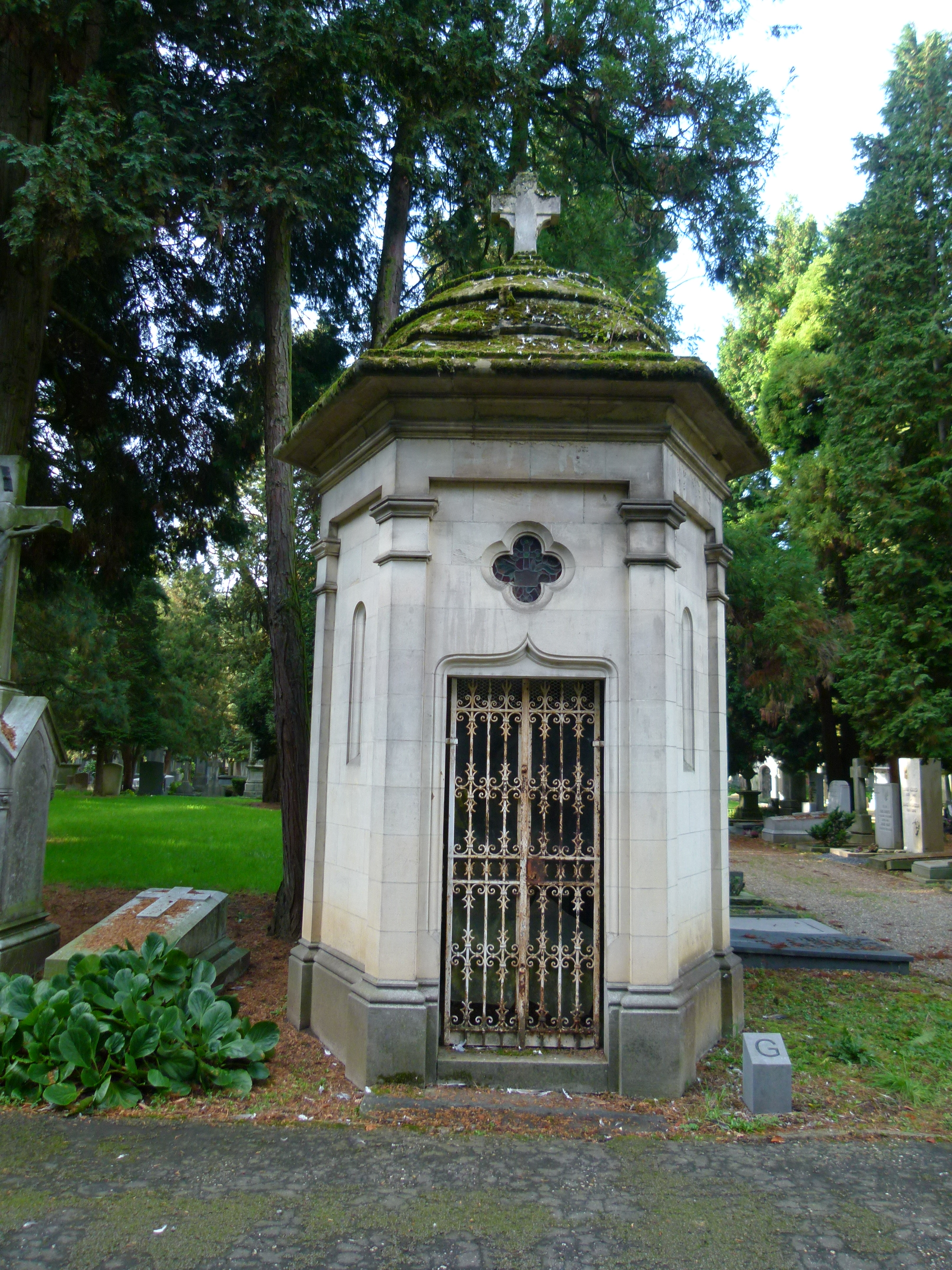
Grafkapel Marres-Starren
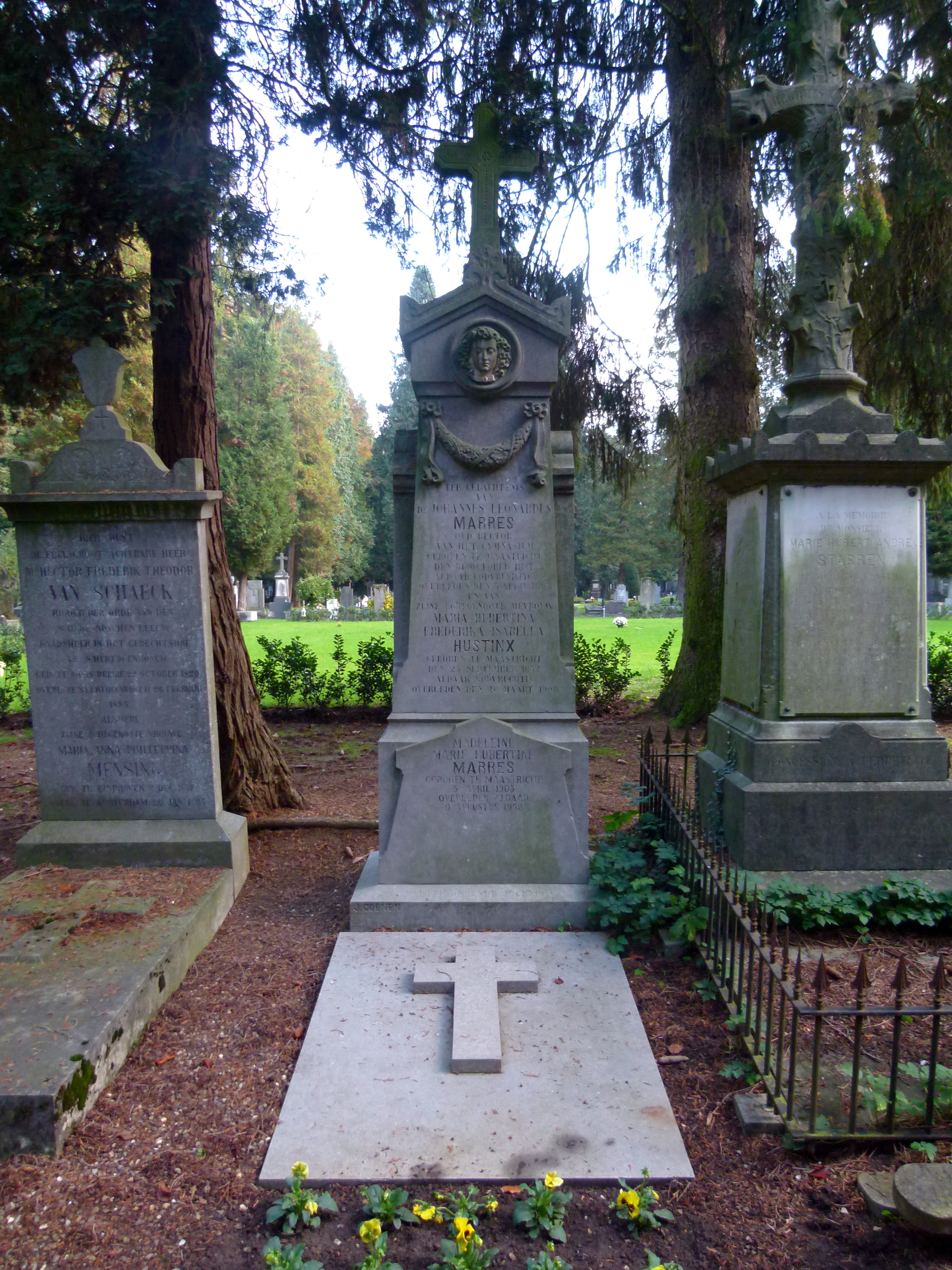
Grafmonument Marres-Hustinx
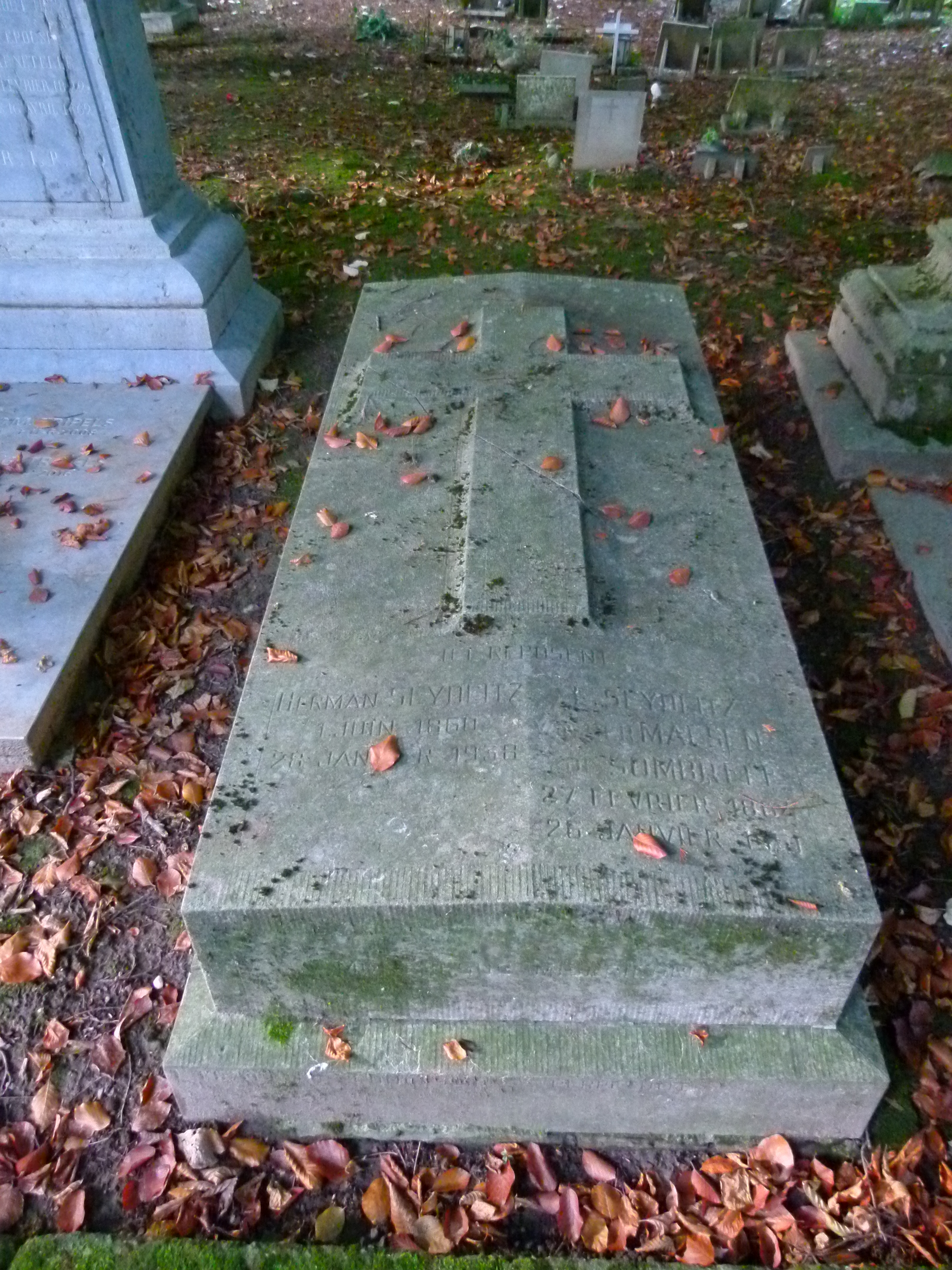
Grafmonument Seydlitz

#### Grafmonumenten van bestuurders en politici
Op de begraafplaats zijn verschillende burgemeesters van Maastricht begraven, onder anderen Willem Hubert Pijls, Petrus Bauduin, Leopold van Oppen, Fons Baeten en Philip Houben. Daarnaast bevinden zich hier de graven van enkele hoge militairen, bestuurders en politici, waaronder de ministers J.G. van den Bergh en E.R.H. Regout. De ambtenaar Victor de Stuers, die gezien wordt als de grondlegger van de monumentenzorg in Nederland, staat vermeld op de eerder genoemde familieobelisk.

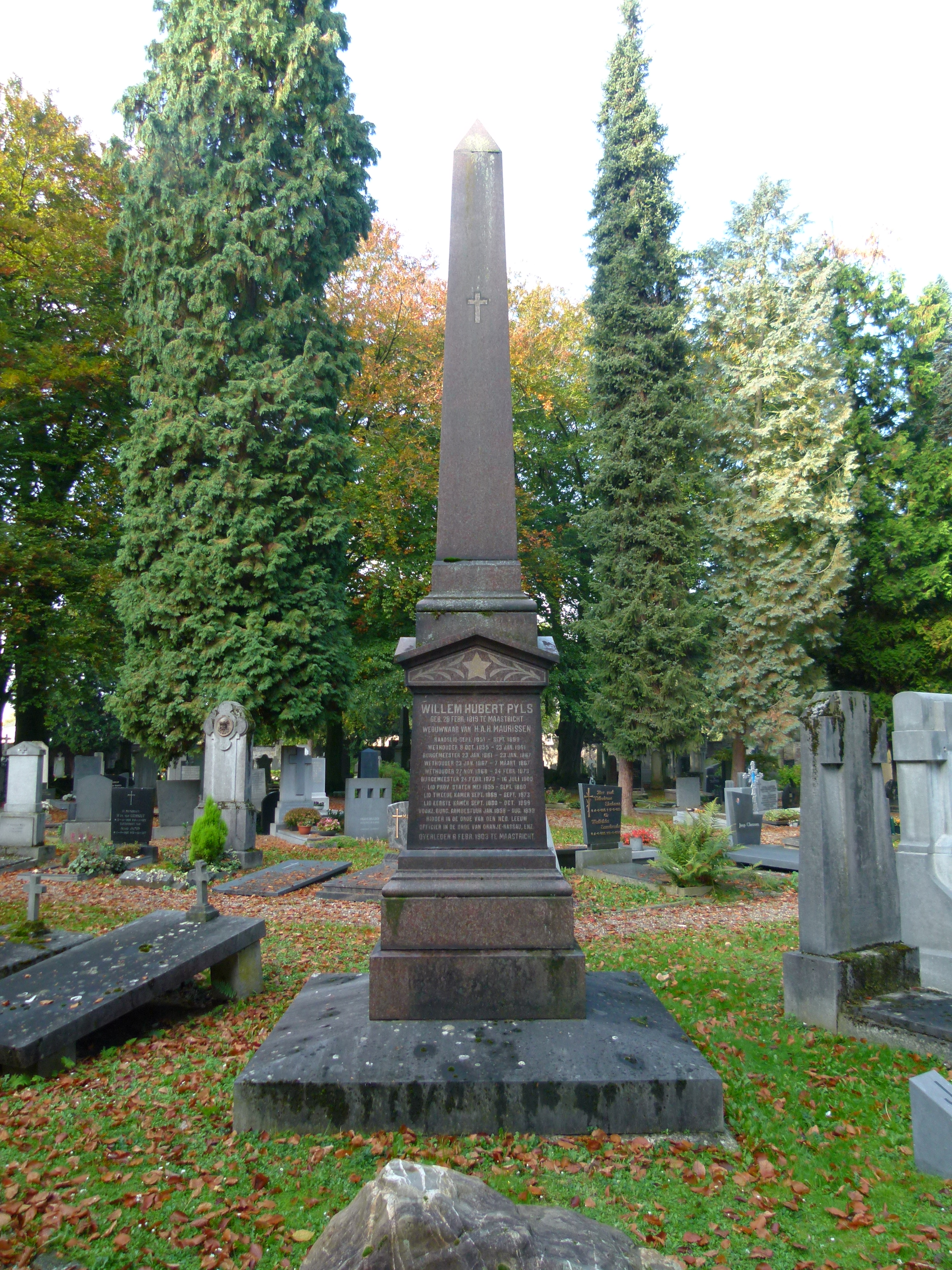
Graf burgemeester Pijls
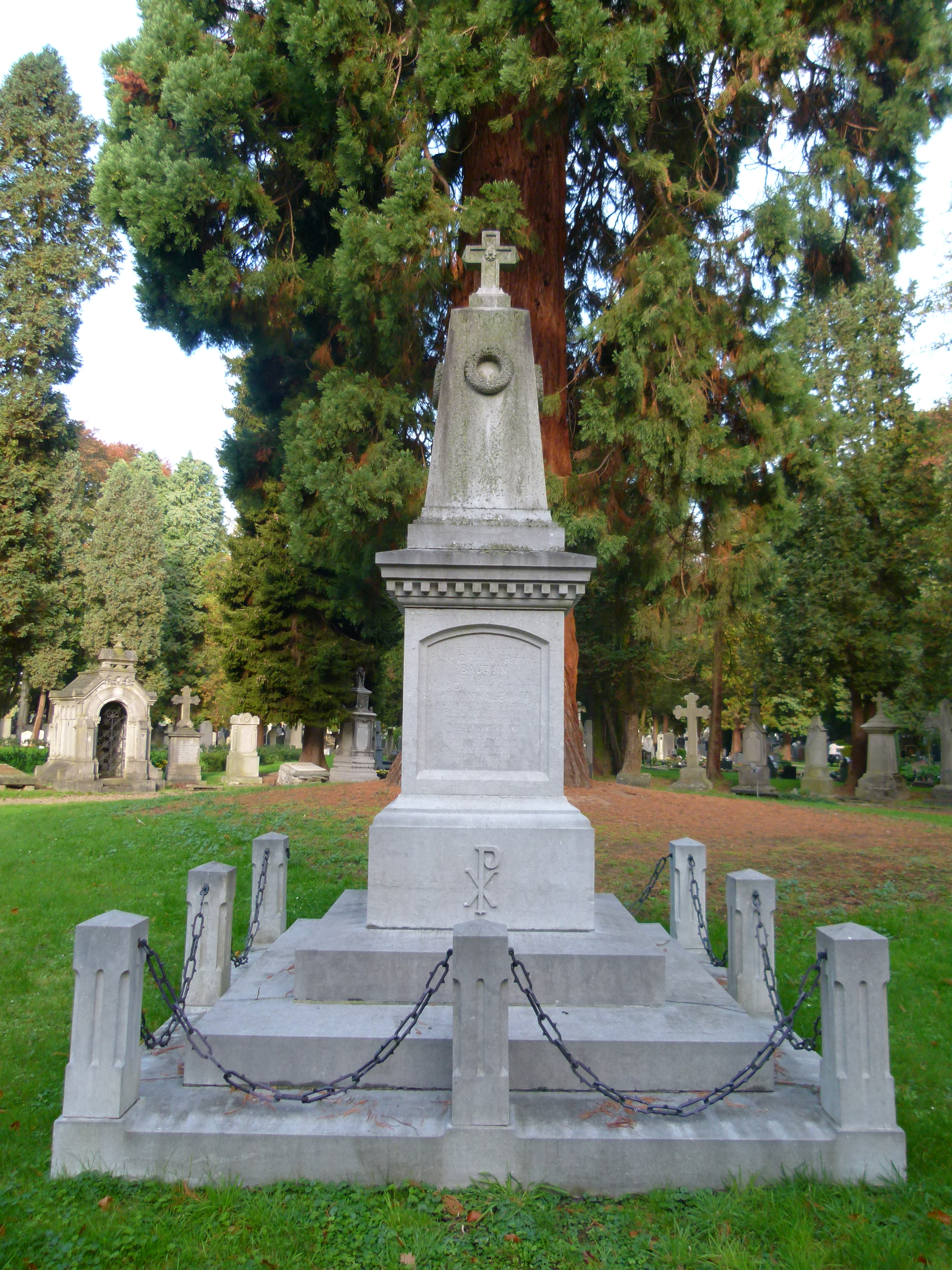
Graf burgemeester Bauduin
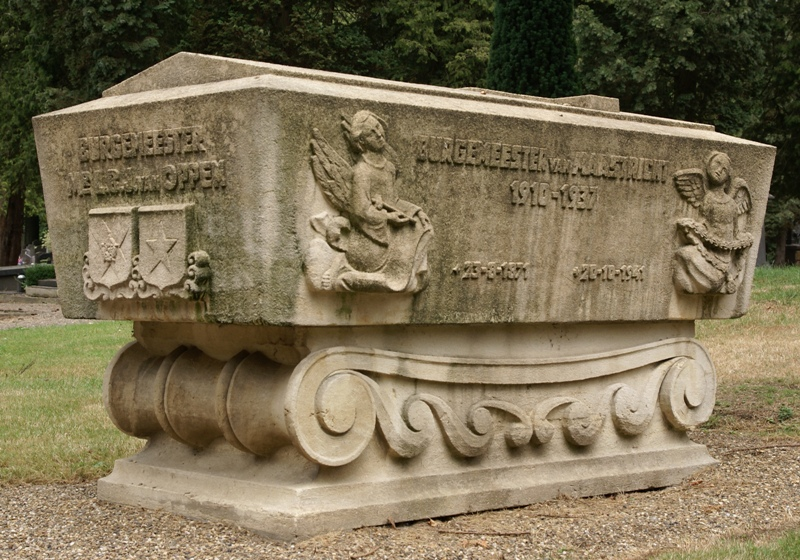
Graf burgemeester Van Oppen
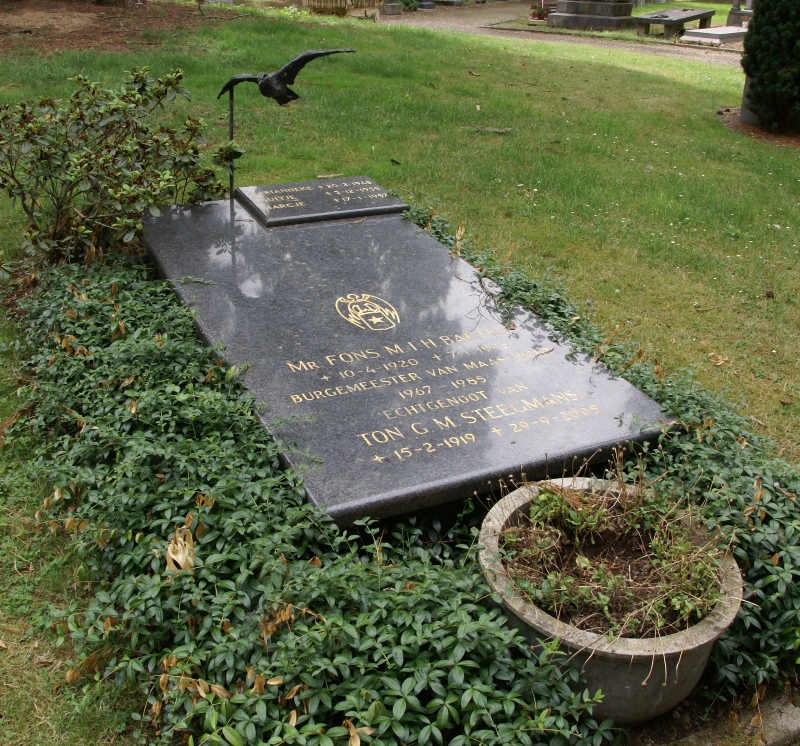
Graf burgemeester Baeten
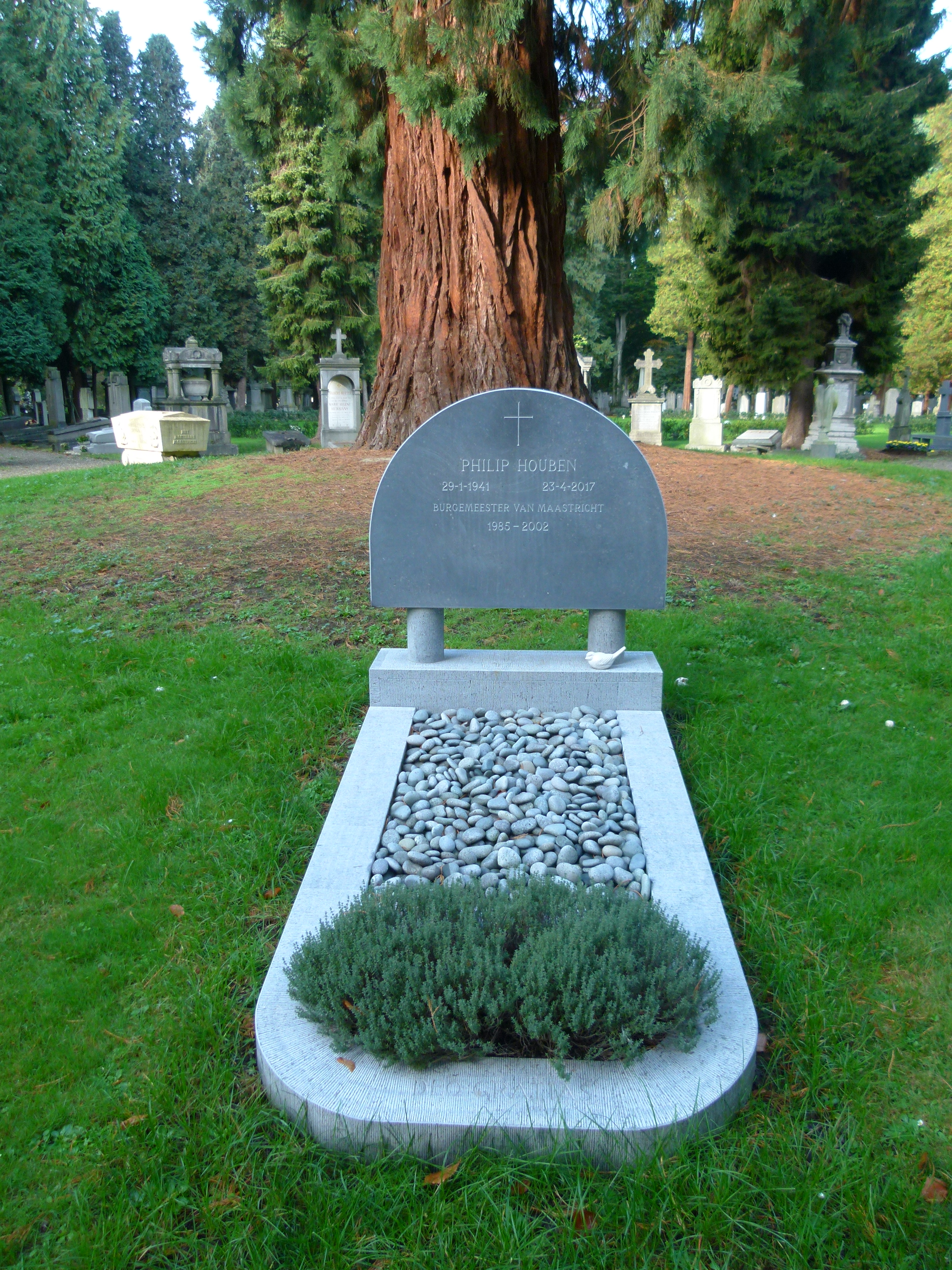
Graf burgemeester Houben
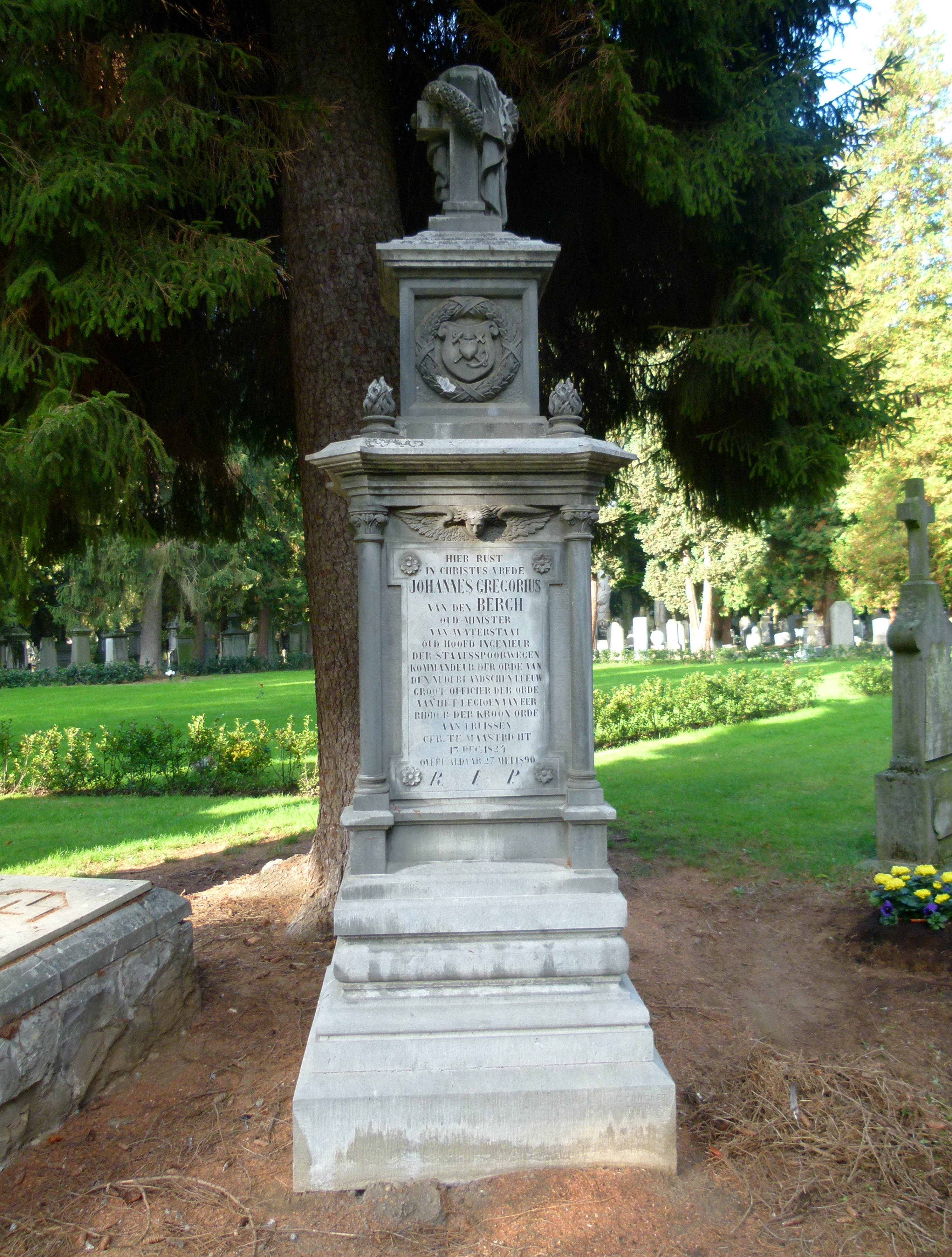
Graf minister Van den Bergh
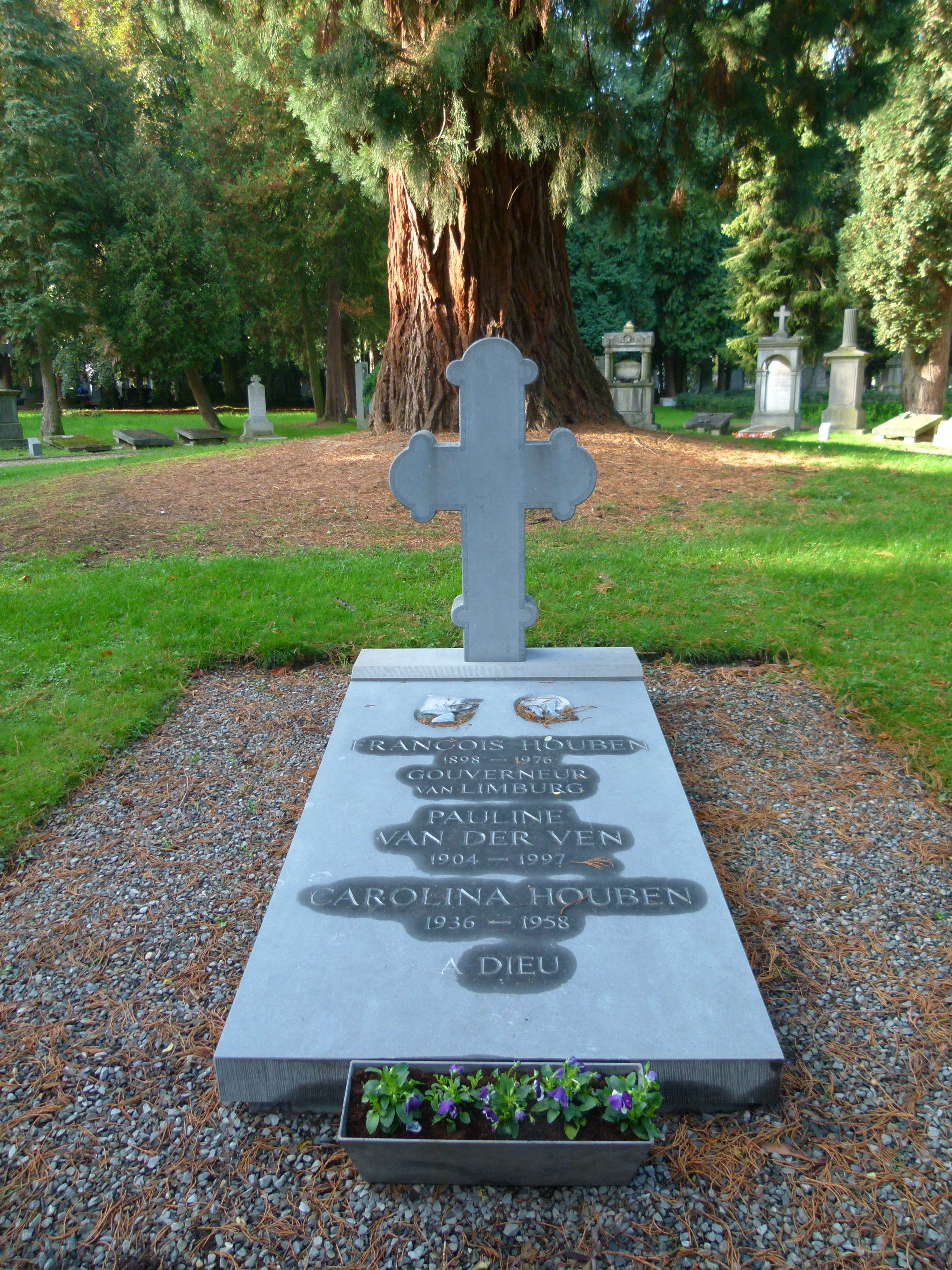
Graf gouverneur Houben
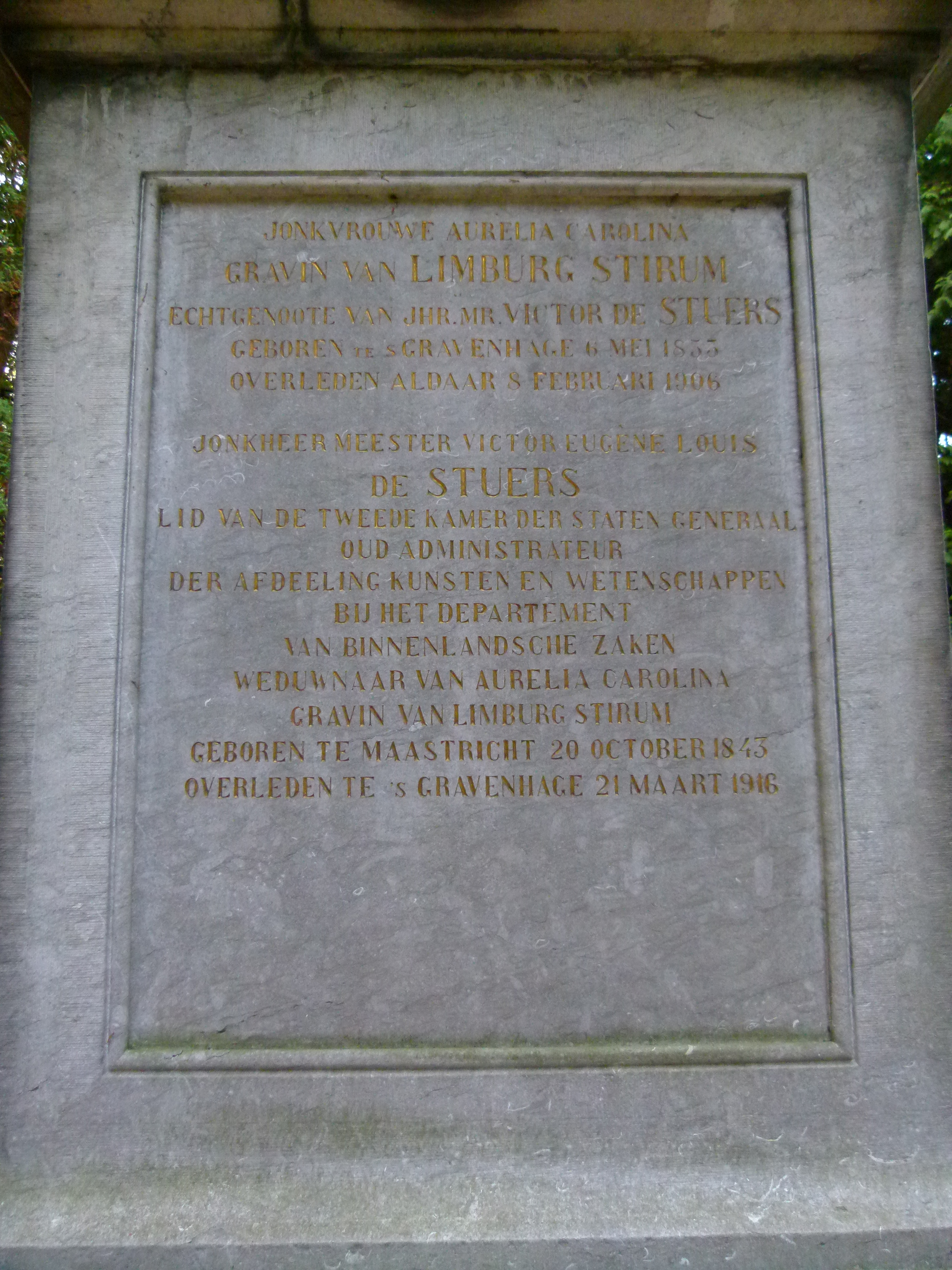
Gedenksteen Victor de Stuers

#### Grafmonumenten van kunstenaars en wetenschappers
Van de bekende kunstenaars en wetenschappers die hier begraven zijn kunnen genoemd worden: de schilders Henri Goovaerts en Rob Graafland, de kunstenaar-ontwerper Edmond Bellefroid, de beeldhouwer Charles Vos, de beeldend kunstenaar Appie Drielsma (joodse begraafplaats), de musici Joseph Hollman, Andrée Bonhomme, Peter Gielen en Guus Olterdissen, de volksschrijver Alfons Olterdissen (broer van Guus), de hoogleraar en uitvinder Jan Pieter Minckelers en de arts-chirurg Lambert van Kleef.

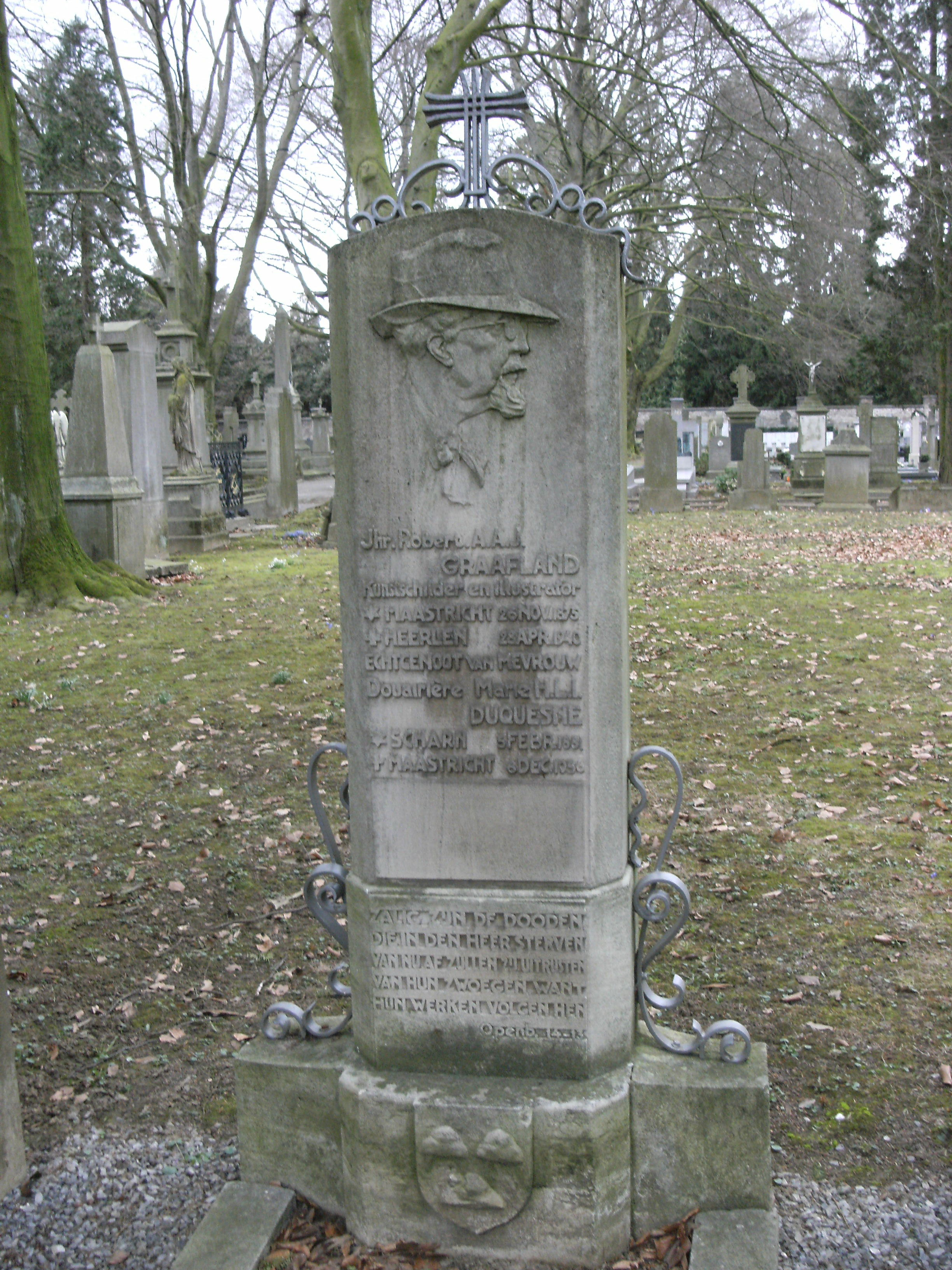
Graf Robert Graafland
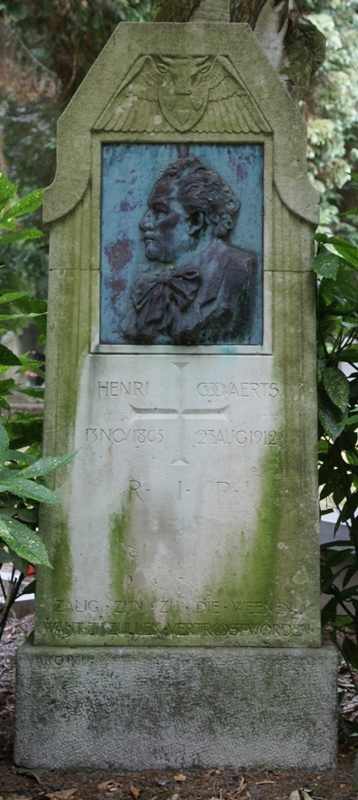
Graf Henri Goovaerts
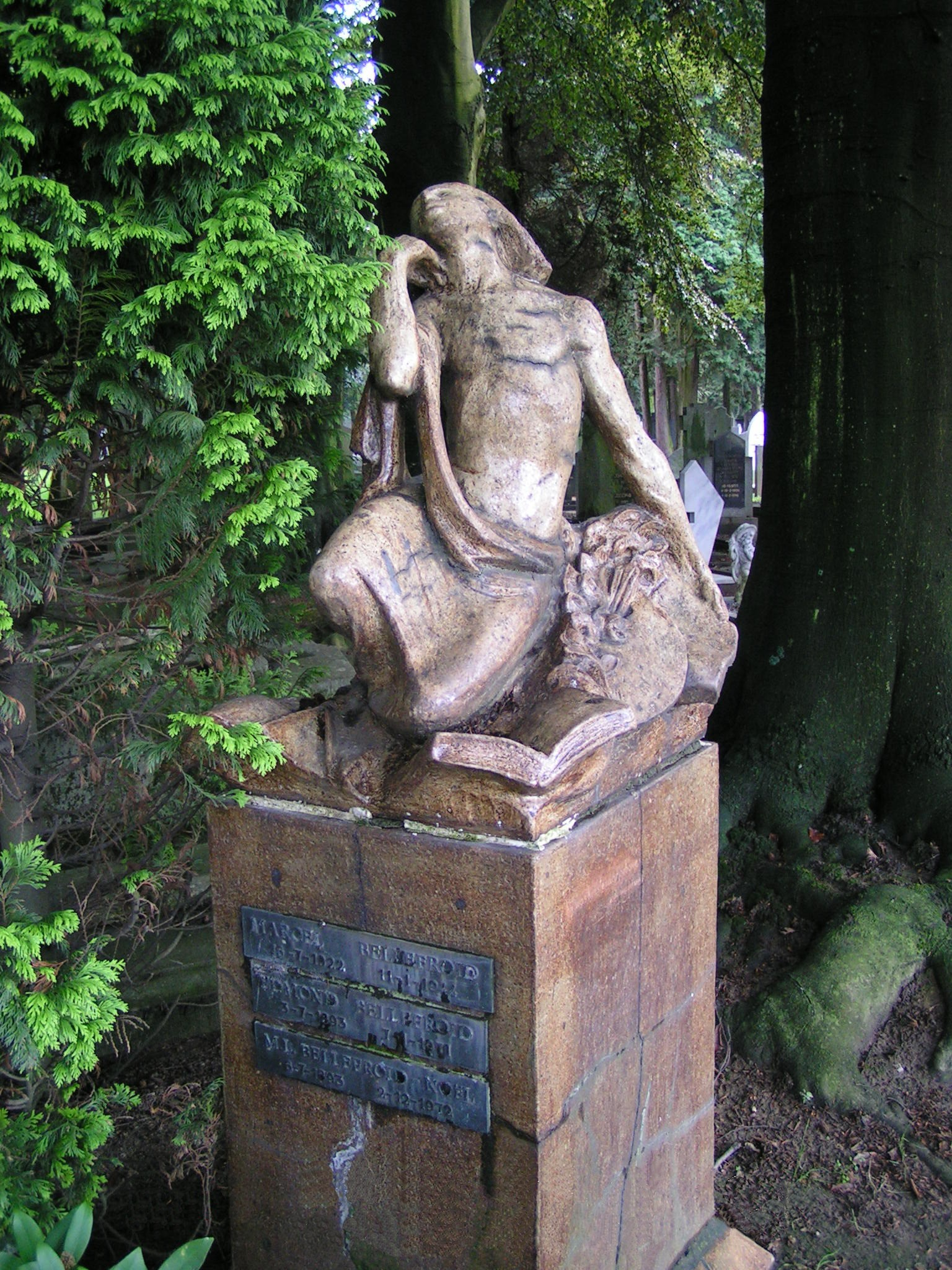
Grafmonument Edmond Bellefroid
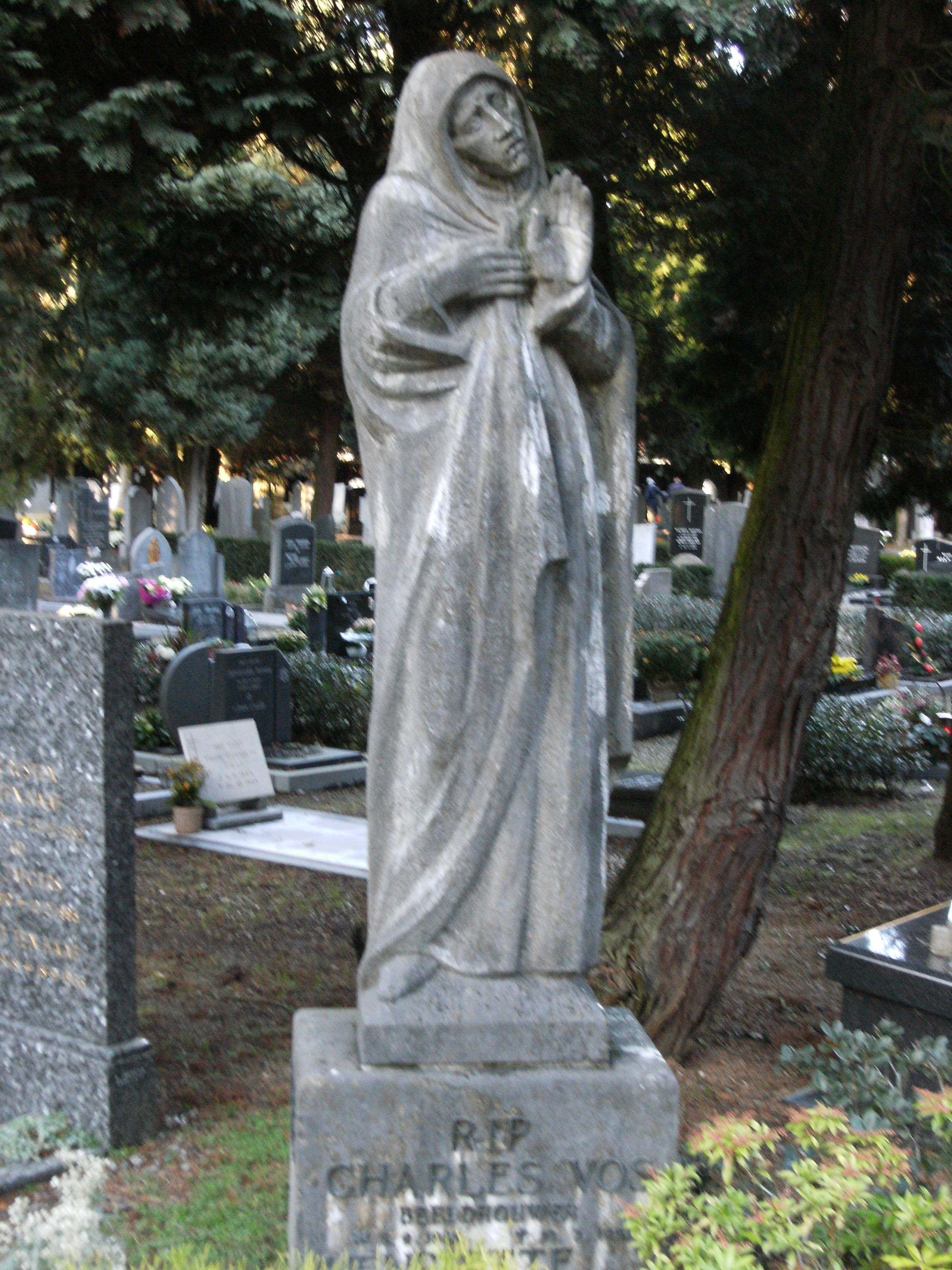
Graf Charles Vos
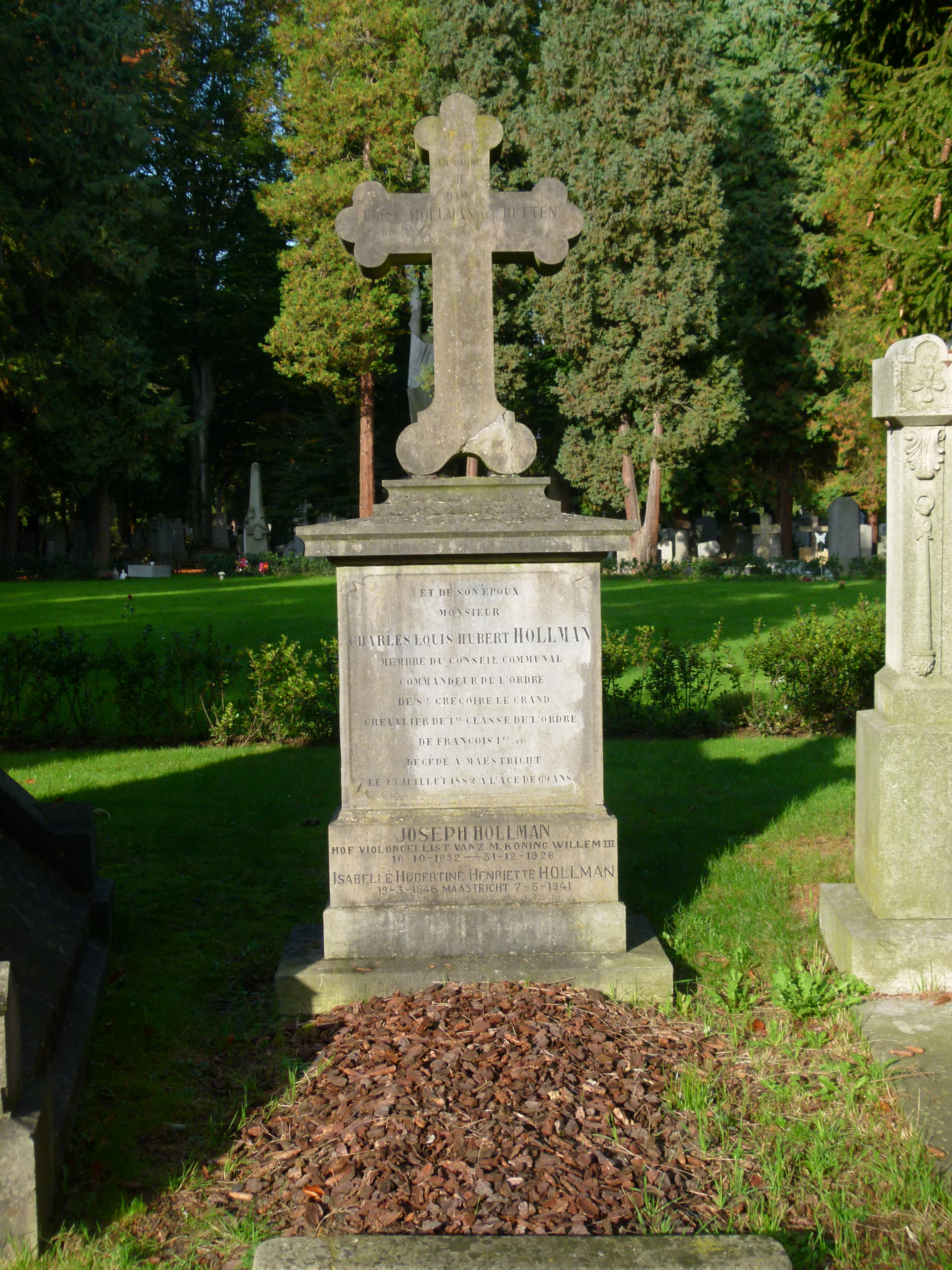
Graf Joseph Hollman
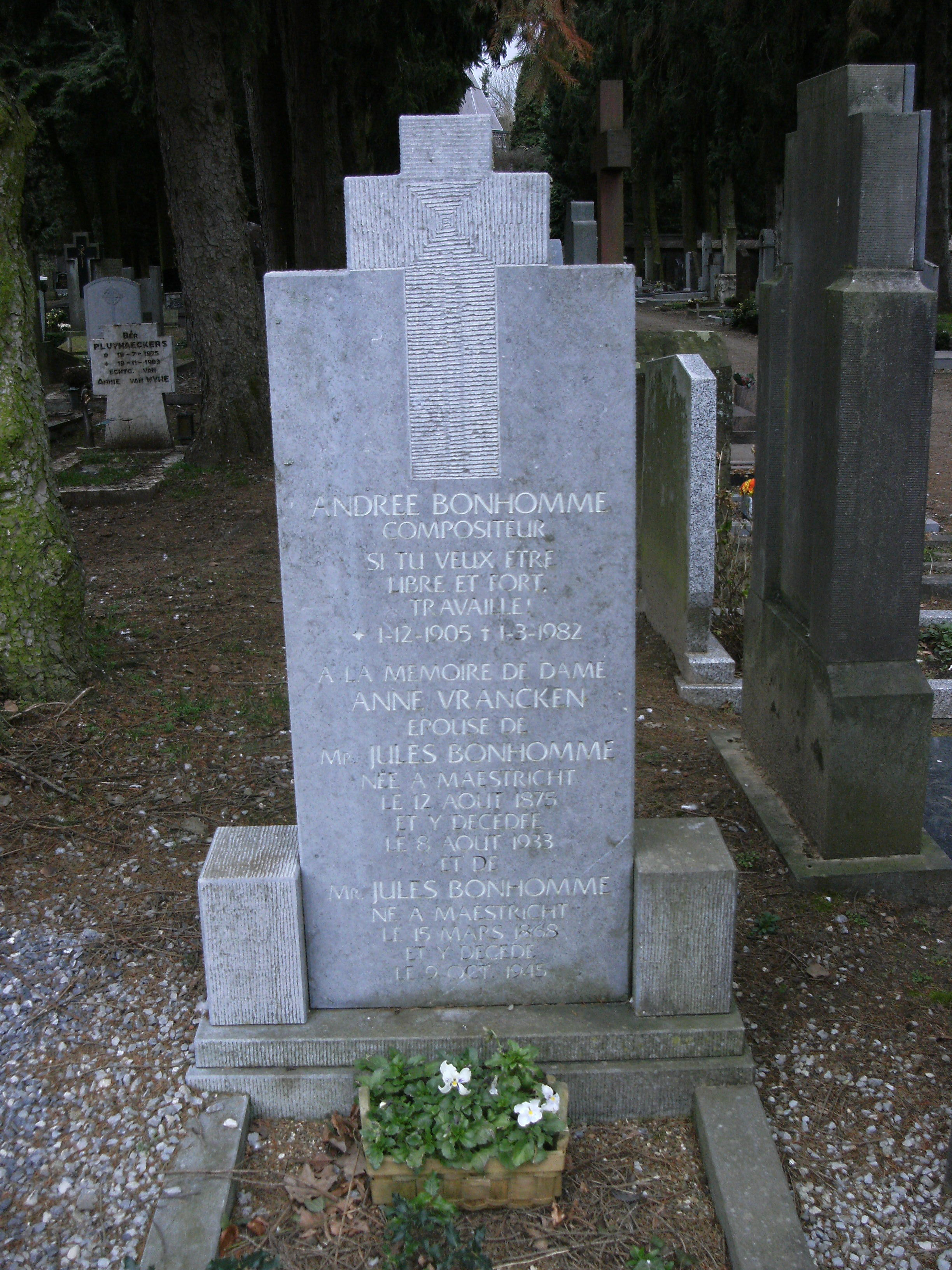
Graf Andrée Bonhomme
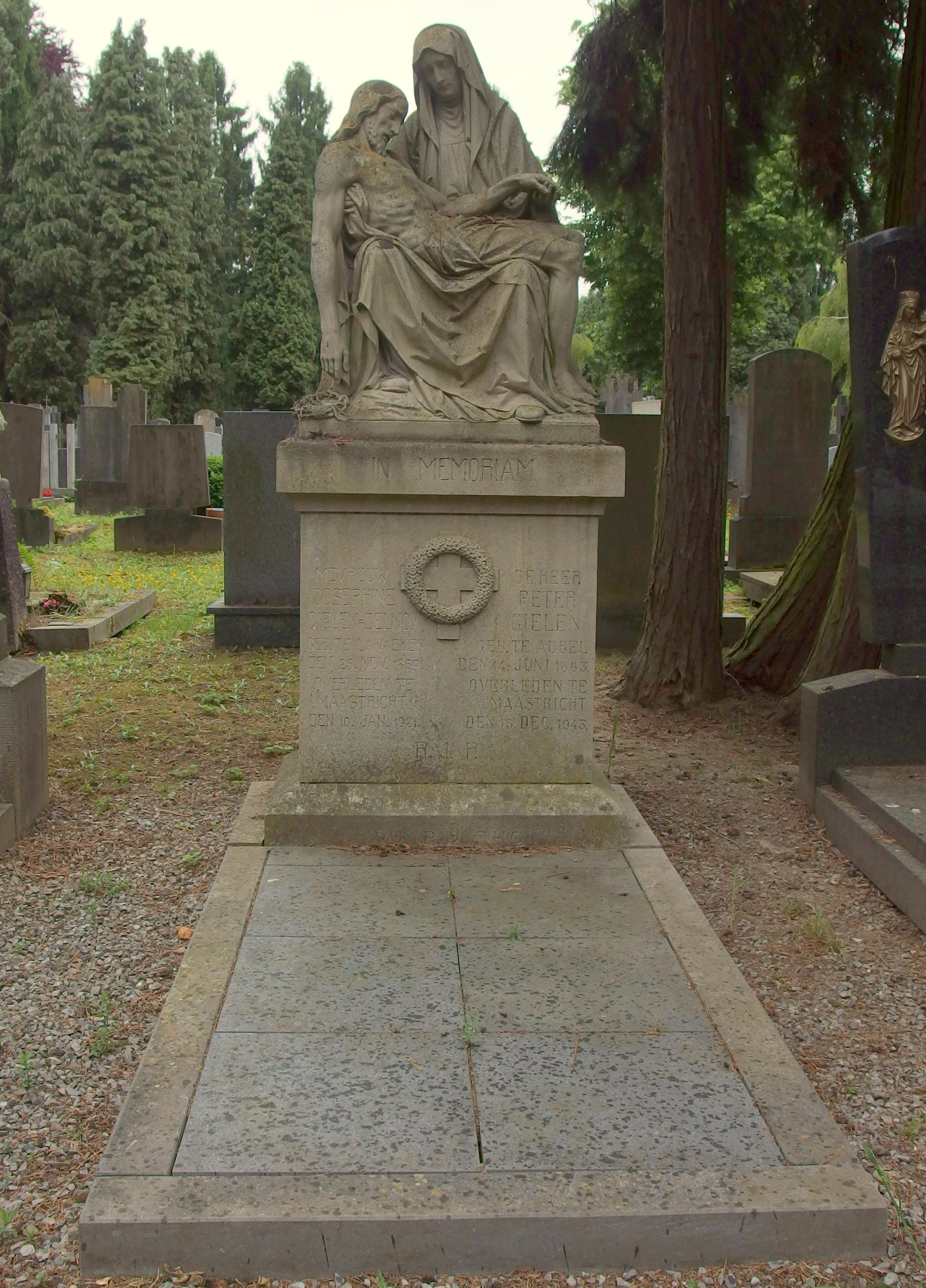
Graf Peter Gielen
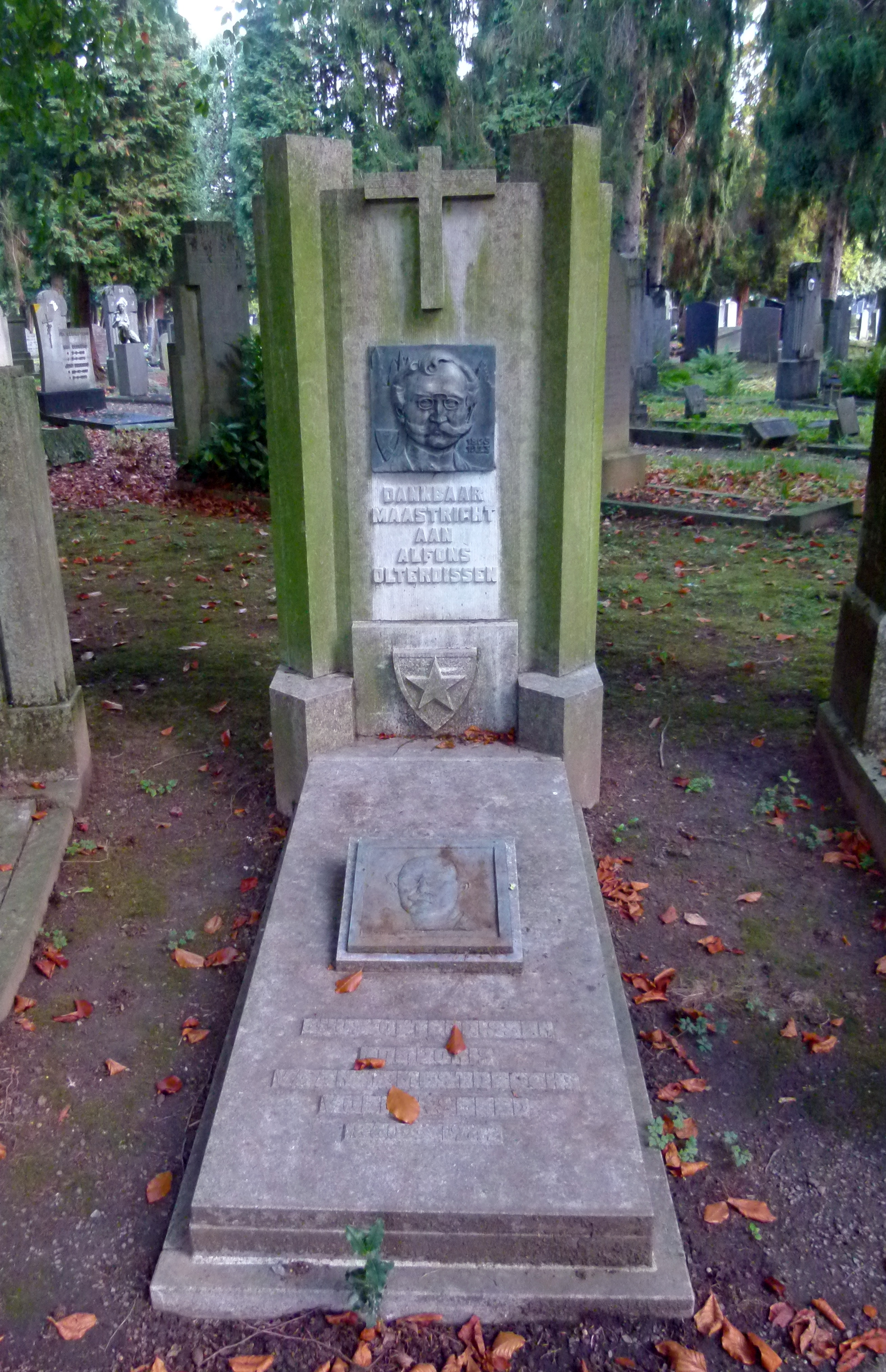
Graf Alfons en Guus Olterdissen
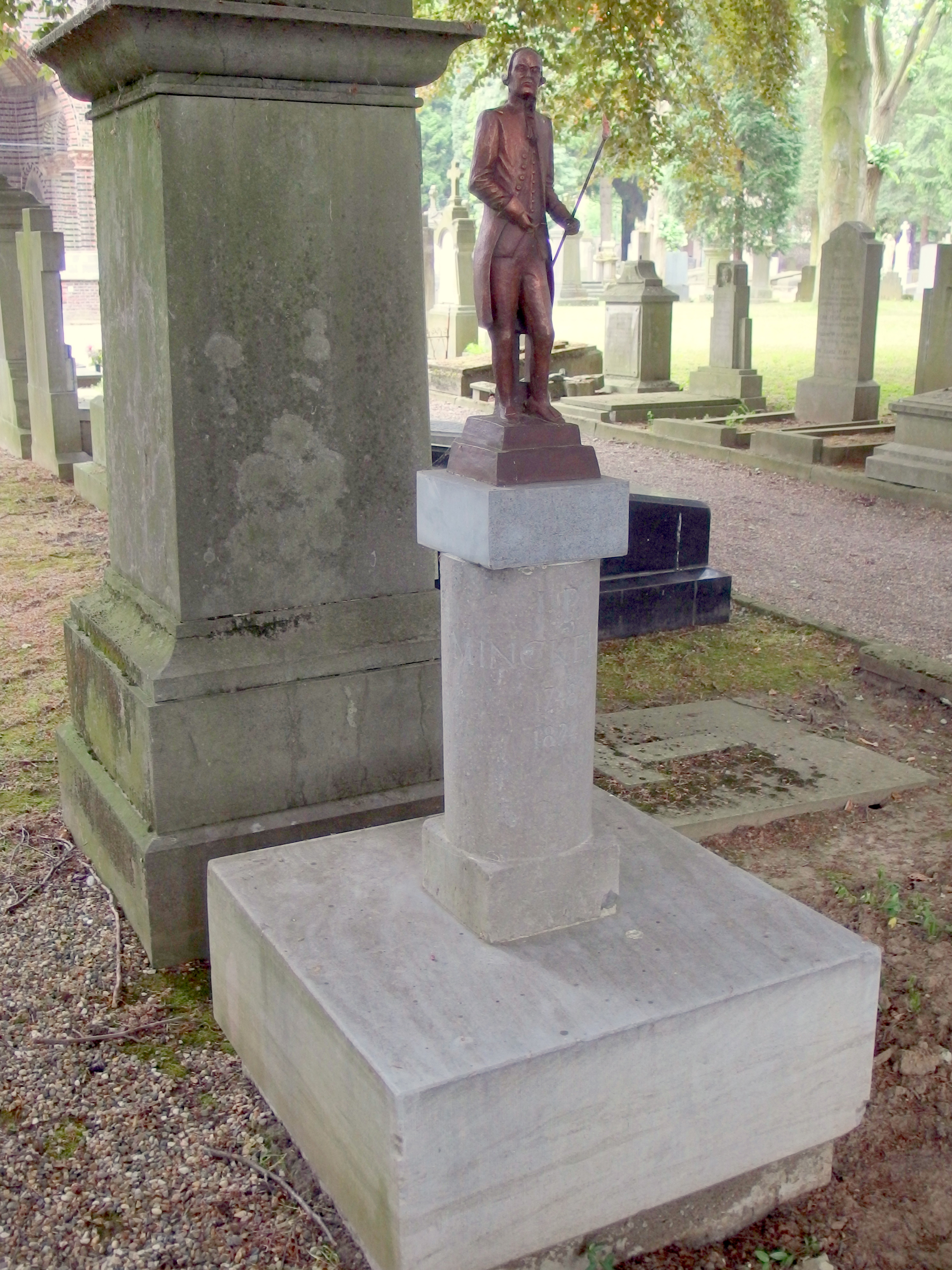
Monument J.P. Minckelers
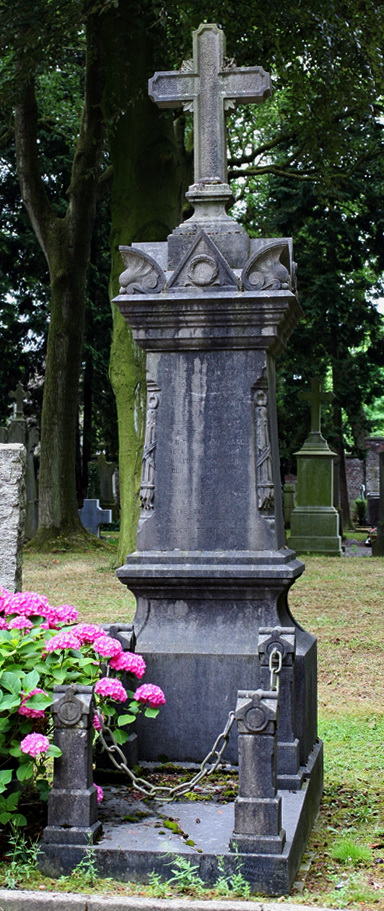
Graf Lambert van Kleef

#### Erevelden; oorlogsmonumenten
Naast het algemene gedeelte zijn er op de begraafplaats drie erevelden: een Nederlands, een Belgisch en een Commonwealth ereveld. Op de zogenaamde 'ererotonde' zijn zestien Nederlandse militairen en verzetsmensen begraven, die in de Tweede Wereldoorlog in Maastricht of elders in Nederland zijn omgekomen. Elders op de begraafplaats zijn vijf andere verzetsmensen begraven. Voor de in Dachau omgekomen jezuïet Robert Regout is een gedenksteen aangebracht in de familiegrafkapel.
Op het ereveld voor Belgische militairen bevinden zich 44 oorlogsgraven. Van zes van deze in 1940 gesneuvelde militairen staat de identiteit niet vast. Elders op de begraafplaats worden Belgische militairen uit de Eerste Wereldoorlog herdacht. Op het gemenebest-ereveld zijn 38 militairen begraven. Verder zijn er gedenktekens voor de burgerslachtoffers van de Tweede Wereldoorlog, met name van de bombardementen op Blauwdorp (1941) en de Spoorbrug (1944).
Op het joodse gedeelte bevindt zich een monument voor de tijdens de oorlog omgekomen joodse kinderen uit Maastricht. Ongeveer zeventig andere joodse holocaustslachtoffers zijn hier evenmin begraven, maar worden wel herdacht op graven van familieleden.
Een apart gedeelte is gereserveerd voor gesneuvelde militairen in Nederlands-Indië/Indonesië tijdens de Tweede Wereldoorlog en de Indonesische Onafhankelijkheidsoorlog. Hier bevinden zich 54 plaquettes, ingemetseld in lage muurtjes. Vlakbij ligt de militair Leon Jungschläger begraven, die in 1956 in Indonesische gevangenschap overleed.

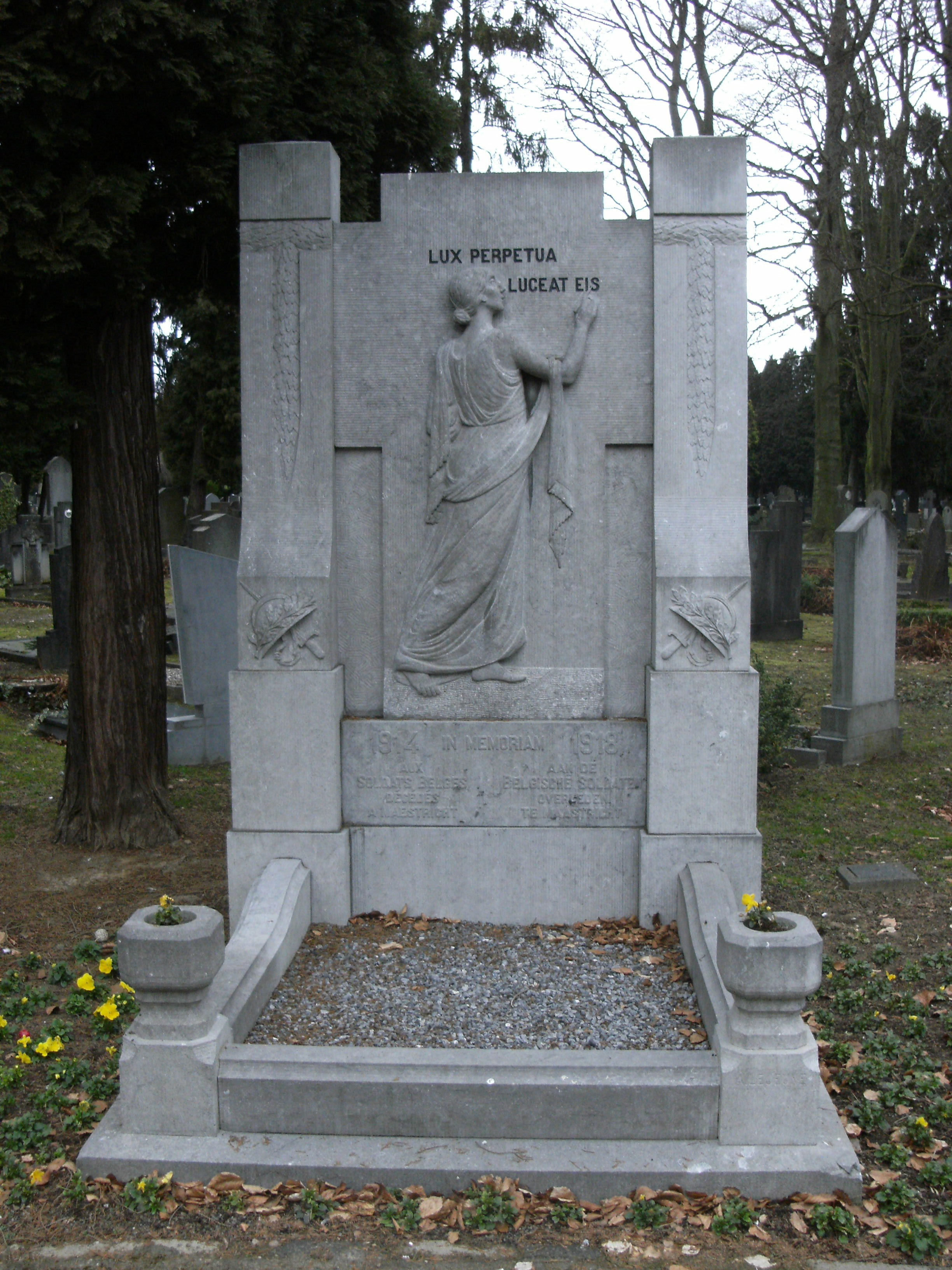
Monument Belgische militairen WWI
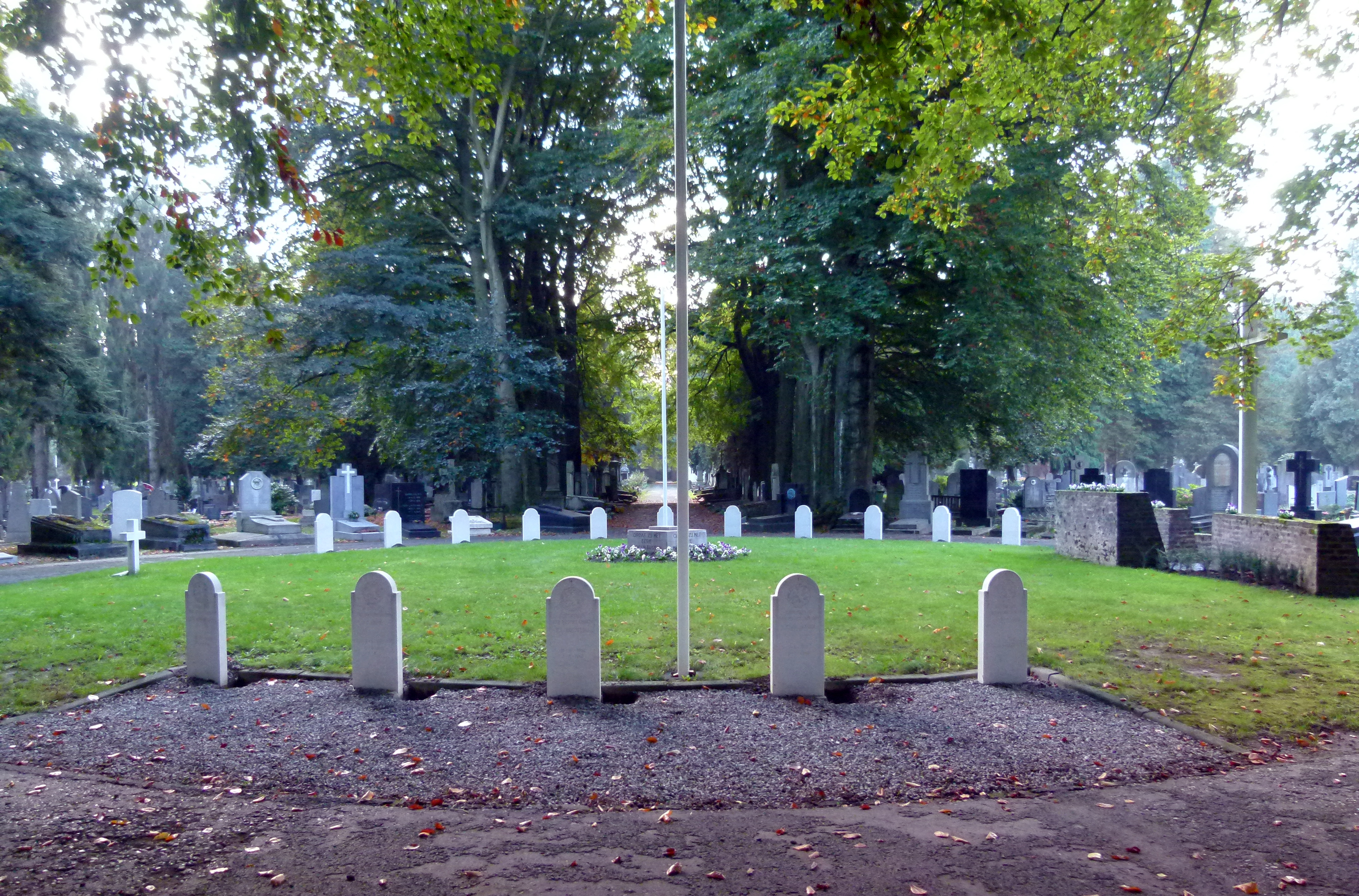
Ererotonde 1940-45
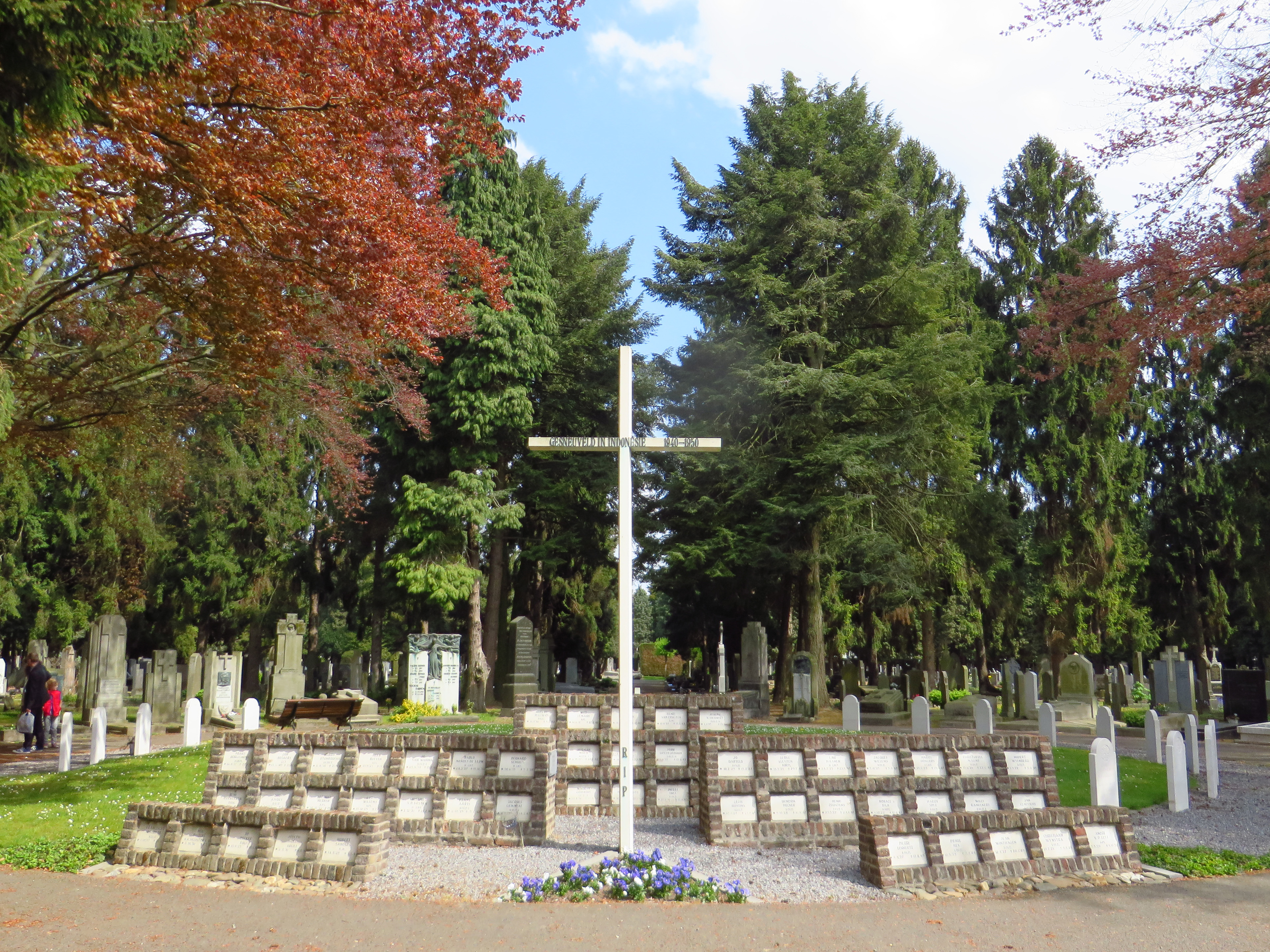
Militaire graven Indonesië 1940-50
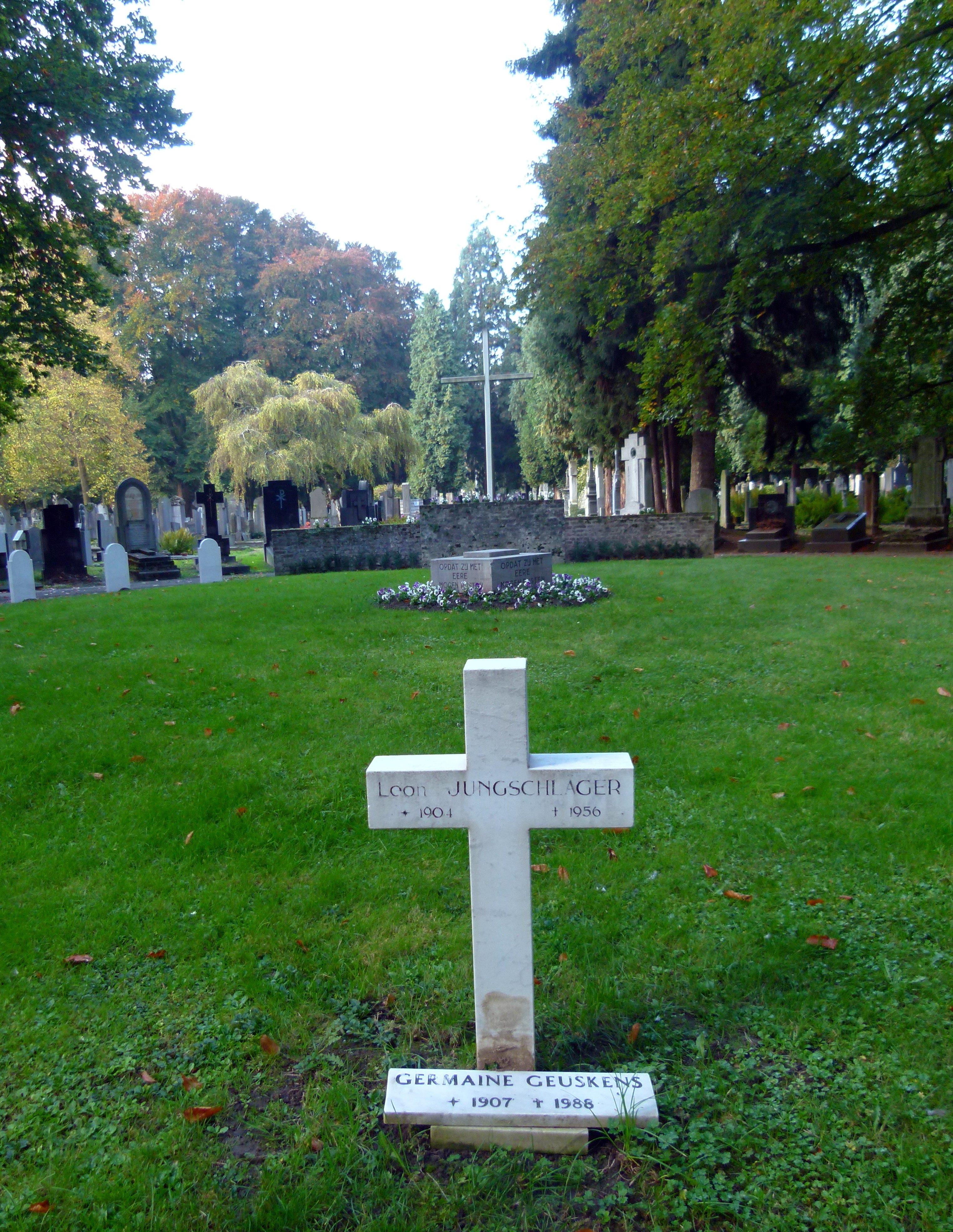
Graf Leon Jungschläger
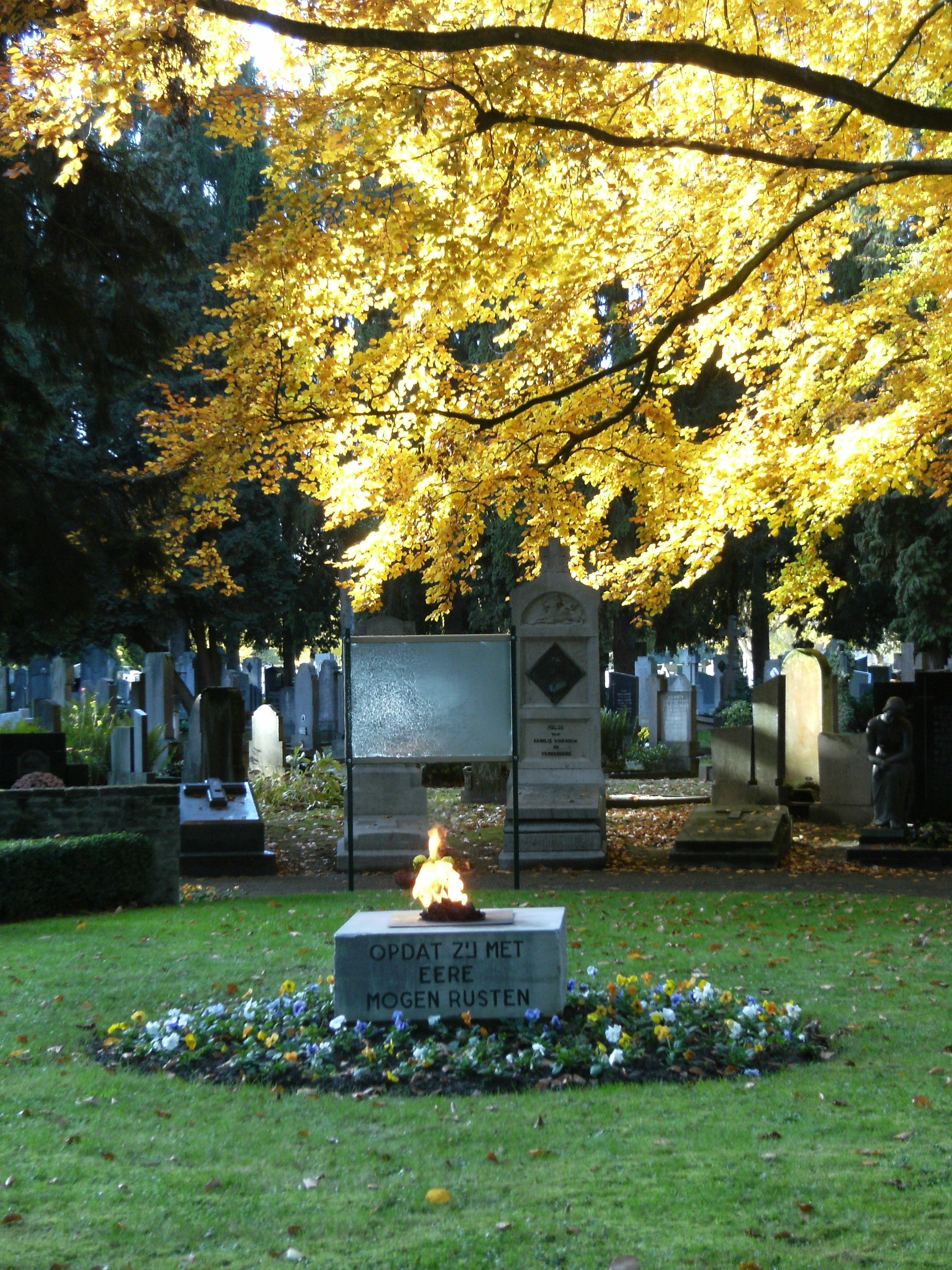
Gedenksteen ereveld
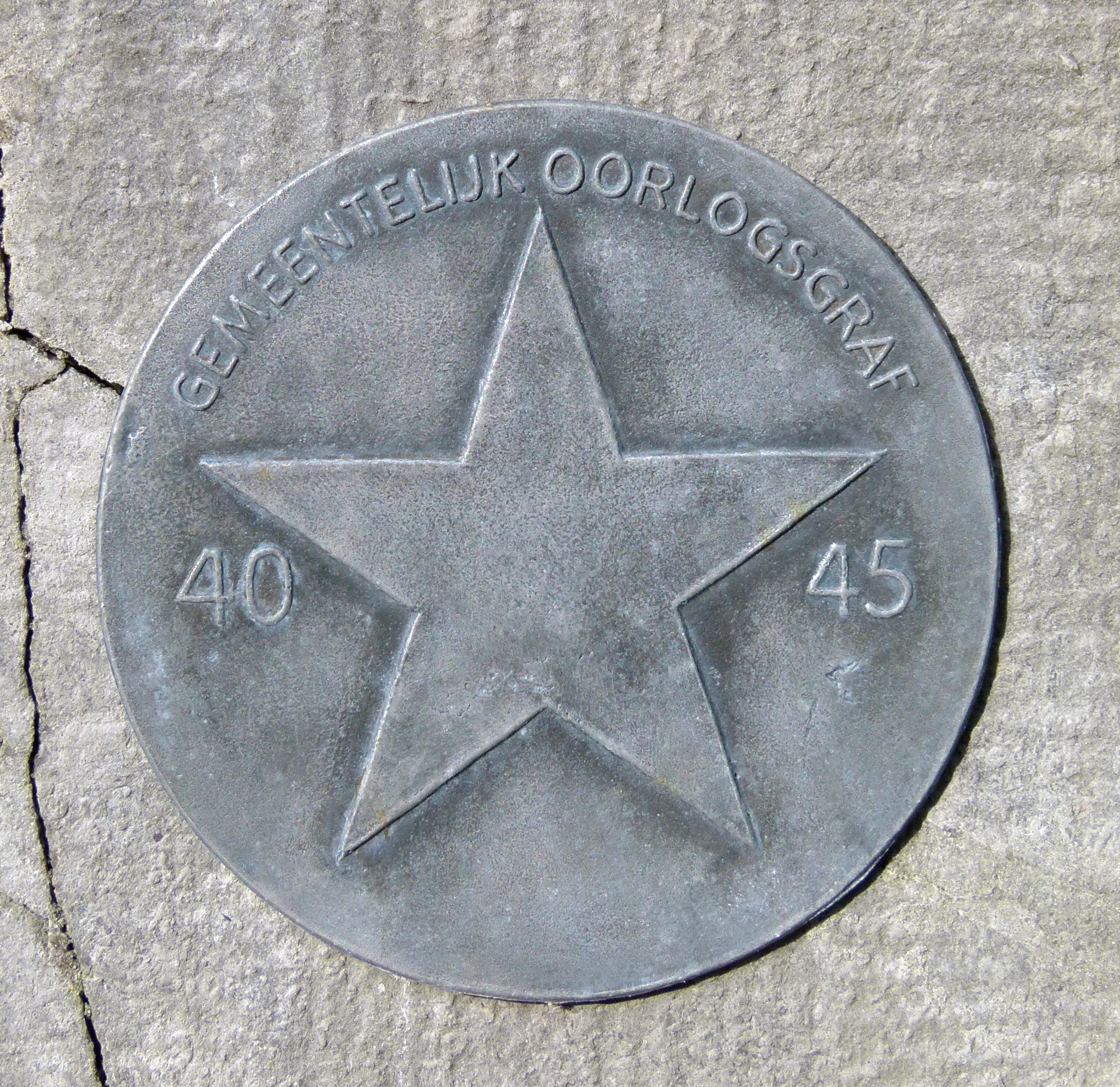
Plaquette oorlogsgraf grafkapel Regout
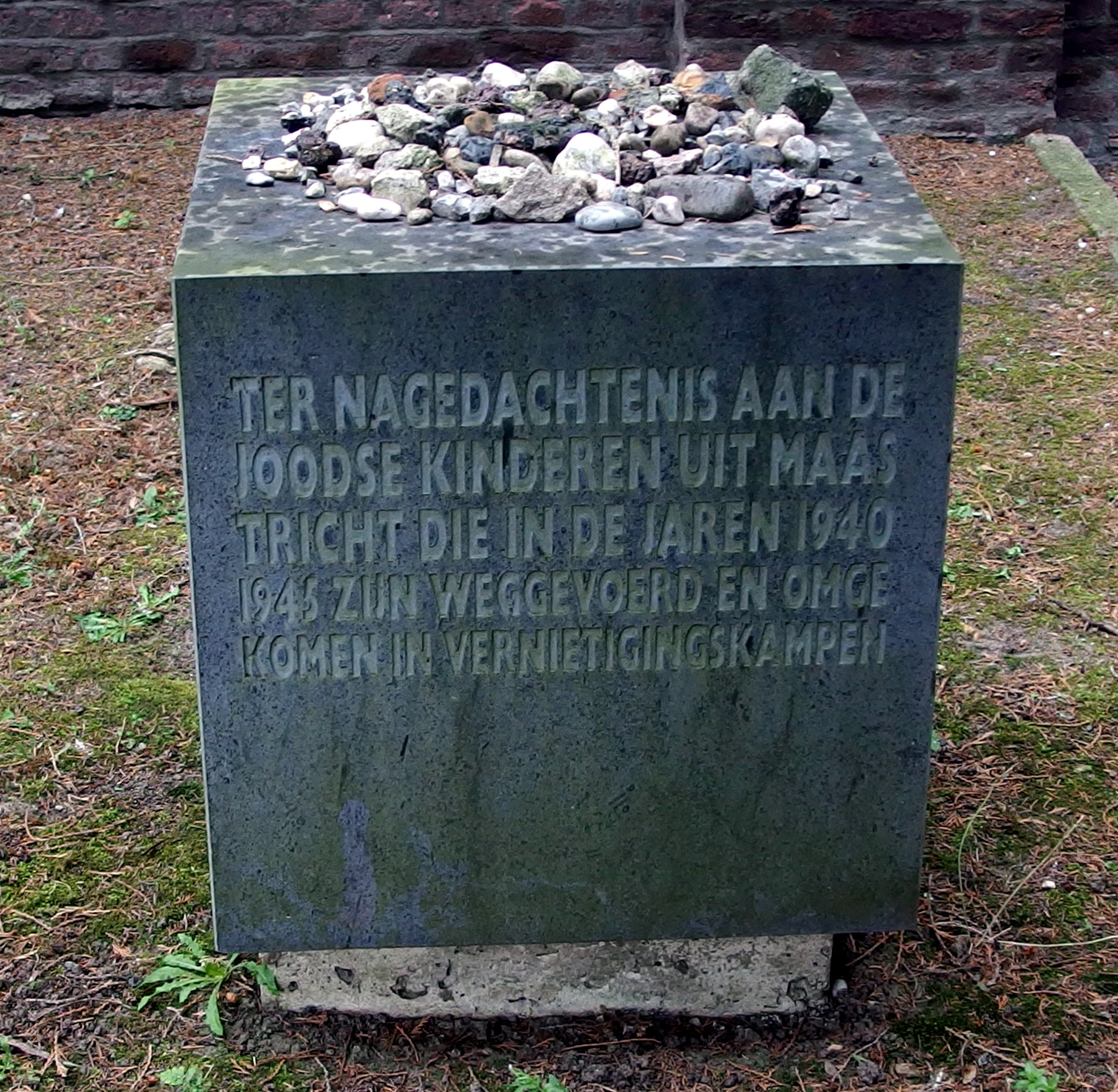
Monument joodse kinderen